# Église Saint-Similien de Nantes
L'église Saint-Similien est une église de Nantes, située dans le quartier Hauts-Pavés - Saint-Félix. Elle est dédiée à saint Similien de Nantes, 3e évêque de Nantes au IVe siècle, qui baptisa probablement saint Donatien. Construite sur son tombeau, elle a été agrandie et reconstruite plusieurs fois au cours des siècles. Sous sa forme actuelle néo-gothique, elle date de la fin du XIXe siècle, mais sa façade, censée avoir deux grands clochers jumeaux, n'a jamais été achevée.

## Localisation
L'église se trouve sur le côté nord-ouest de la place Saint-Similien, au débouché de la rue Jean-Jaurès, entre les rues de Bel-Air et Sarrazin.

## Historique

### Tombeau du saint et église mérovingienne

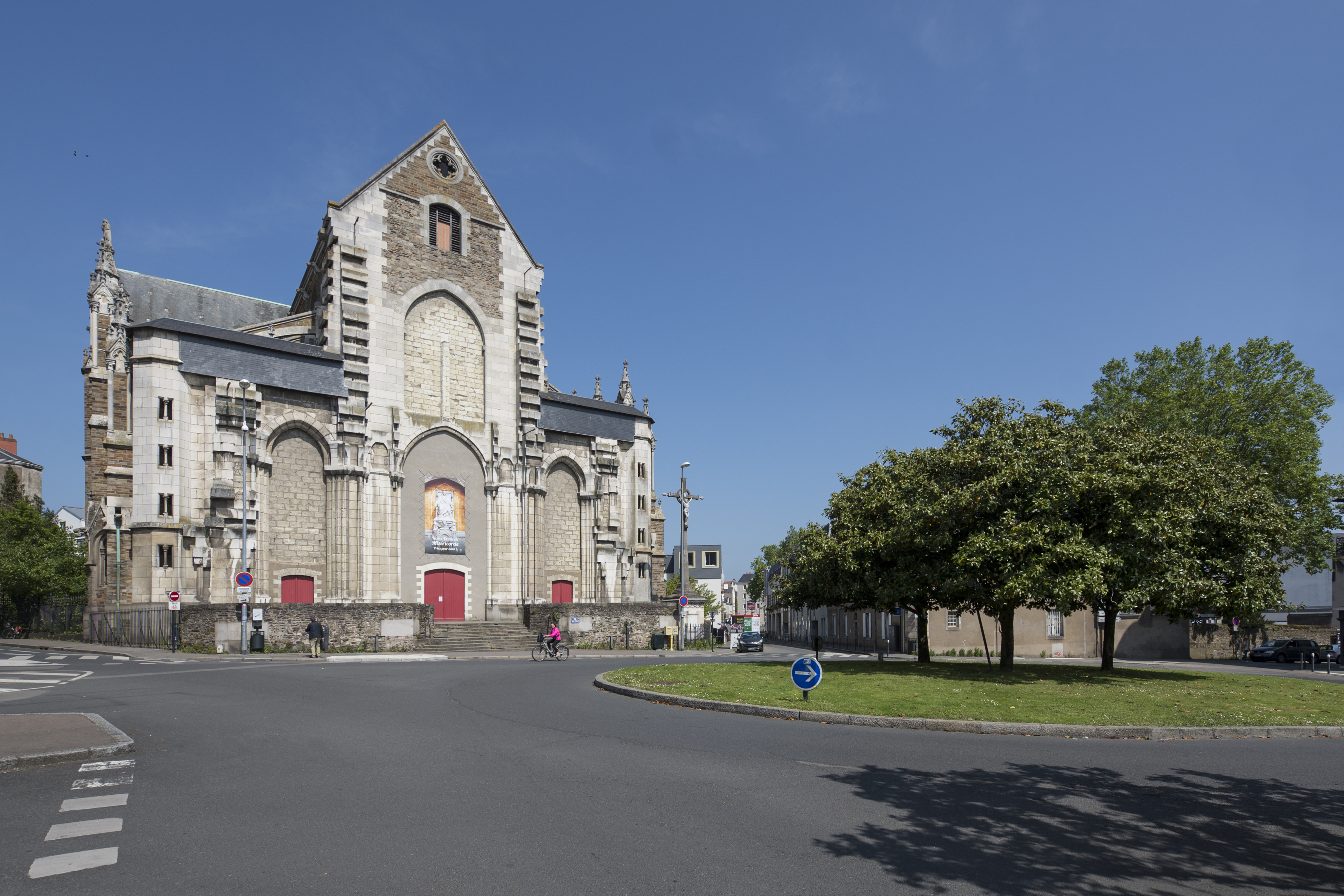
Vue de l'église sur la place.

Après la mort de l'évêque Similien le 17 juin 310, son successeur, Eumilius, édifia sur son tombeau une chapelle votive.
Cent ans après, l'évêque Léon, un grec (444-458), construit à cet emplacement, une véritable église de 20 mètres de long sur 9 mètres de large que l'on appela également « Saint-Sambin ». Elle se termine à l'est par un exèdre, une abside étroite de 4 mètres de diamètre. Le bâtiment, qui domine alors le « Bourgneuf », construit en pierres carrées entrecoupées de chaînage de briques, sera consacré le 24 juin 419, jour de la nativité de Saint-Jean-Baptiste. Elle possède également les plus vieux fonts baptismaux de Nantes (Ve siècle).
À la fin du Ve siècle, Grégoire de Tours la désignera sous le nom de Basilica antistis Similini (« basilique épiscopale de Similien »), dans son De gloria Martyrum, comme étant l'une des basiliques que Nantes possède alors, faisant ainsi le pendant à celle consacrée à Saint-Donatien.
En 848, Nantes est saccagée lors des invasions normandes. Si l'église n'est pas détruite, elle est néanmoins pillée, et les reliques du saint déposées près du puits (qui existe toujours) disparaissent à cette époque. En 958, une procession permet à l'évêque Gauthier et ses chanoines de lancer une souscription publique pour entreprendre la restauration de l'édifice, qui sera achevée vers 1172 par le duc Geoffroy II.

### L'église agrandie duXVesiècle
À la suite du siège de Nantes par les armées de Louis XI en 1487 durant la guerre folle, l'évêque Pierre du Chaffault fait réparer et agrandir la basilique : celle-ci prend la forme d'une croix latine, conserve son abside mérovingienne, mais la nef est prolongée vers l'ouest et est flanquée de deux croisillons. Le clocher à l'ouest, surélevé de 1,20 mètre par rapport au niveau de la rue, mesurait 32,43 m de haut et était composé d'une tour carrée d'une hauteur de 17,30 m et d'une superficie de 30 m2, soutenue par des contreforts et ornée d'étroites fenêtres en anse de panier pour éclairer l'escalier ; d'un beffroi de bois en forme d'aiguille de 3,50 m de haut ; d'un pavillon d'une hauteur de 6,05 m ; et d'une flèche d'ardoises de 3,48 m de haut surmontée d'une boule et une croix d'une hauteur de 2 mètres.

### L'église de style néo-grec (1824)
Durant la Révolution, l'église sera fermée au culte en 1793, puis sera rouverte après le Concordat de 1802. En 1824, l'édifice millénaire est détruit et une église à trois nefs remplace la croix latine. La façade et le péristyle sont achevés en 1835.

### L'église actuelle néo-gothique (1872)

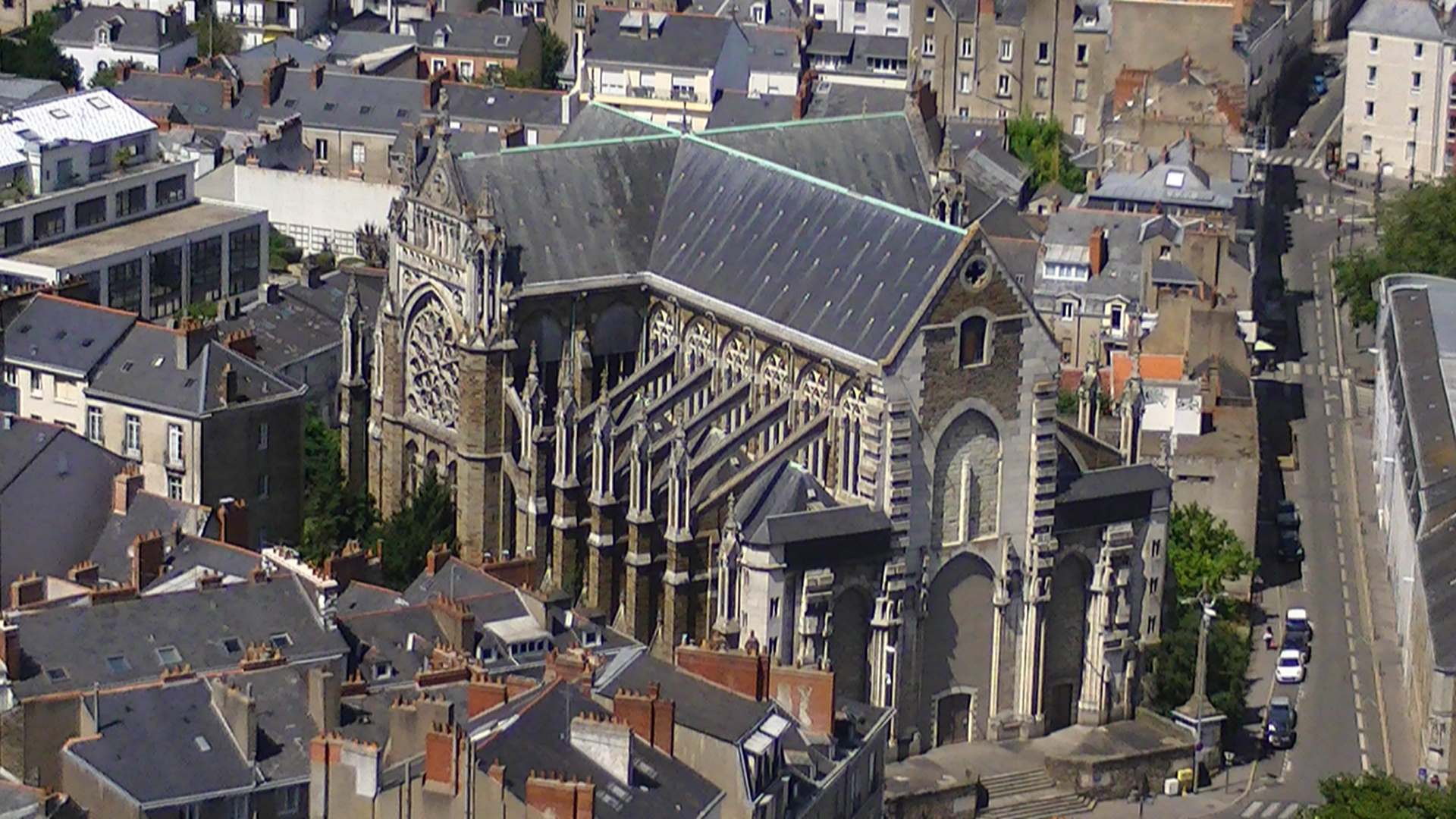
L'église vue du ciel.

Une quinzaine d'années plus tard, en 1850, le curé de la paroisse et son conseil de fabrique envisagent la construction d'une nouvelle église. En 1869, l'architecte Eugène Boismen est désigné. Les plans qu'il établit proposent un édifice de style gothique, inspiré de ceux de la première moitié du XIIIe siècle. Le bâtiment, orienté nord-ouest, comprendra trois nefs, deux déambulatoires et un chevet avec une chapelle où sera placée Notre-Dame de Miséricorde. La nef de cinq travées se terminera par une façade comportant deux flèches. L'autorisation de bâtir la nouvelle église est donnée en 1872.
L'évêque Félix Fournier bénit la première pierre du nouveau sanctuaire le 5 octobre 1873.
La nouvelle église de Boismen vient peu-à-peu remplacer l'ancien sanctuaire dont les derniers vestiges sont démolis définitivement en 1894. En 1880, les voûtes de l'abside, du chœur et du transept sont terminées, les vitraux du chœur sont posés. Cette partie est bénite le 8 décembre de cette même année par les évêques Jules-François Le Coq et Charles-Honoré Laborde, évèque de Blois et ancien curé de la paroisse saint-Similien.
En 1885, l'autel majeur de la Vierge, en marbre blanc, est consacré dans le transept de la nef. En 1886, la statue de la Vierge datant de la Révolution, est remplacée par une œuvre de Joseph Vallet, également en marbre blanc.
François Bougoüin, qui a pris la suite de Boismen en 1891, prend en charge la construction de l'église. Cinq travées de la grande nef, deux déambulatoires et les chapelles destinées à abriter les confessionnaux sont édifiés⁸.
En 1894, on accède au sanctuaire par un large escalier de huit marches donnant sur la place Saint-Similien.
Trois ans plus tard, le 22 décembre 1897, l'évêque Pierre-Émile Rouard, bénit l'église longue de 68 mètres.
En 1902, le nouveau curé engage les travaux de façade, qui ne seront jamais terminés, car la loi de séparation des Églises et de l'État met brusquement un terme au financement tout en confiant la propriété et gestion du bâtiment à la commune. Les deux clochers prévus ne seront pas réalisés. En 1968 un projet d'embellissement de la façade inachevée est lancé, mais n'aboutit pas non plus. Même si le clocher de l'église n'a pas été réalisé, les cloches jumelles de l'ancien sanctuaire, descendues de leur clocher le 8 juillet 1894, attendent depuis 1820 une nouvelle affectation.

## Description

### Architecture

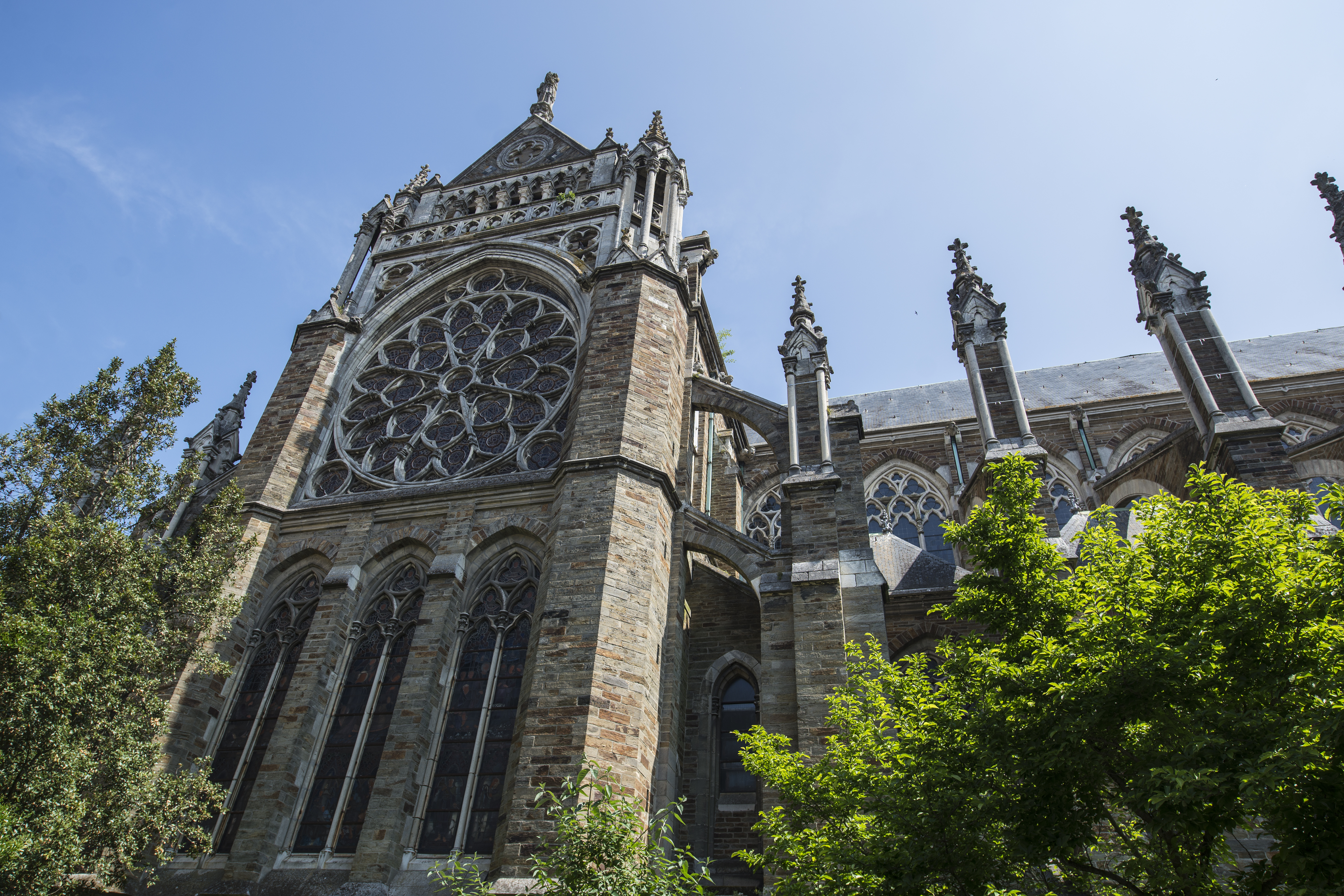
Vue depuis la rue Sarrazin.
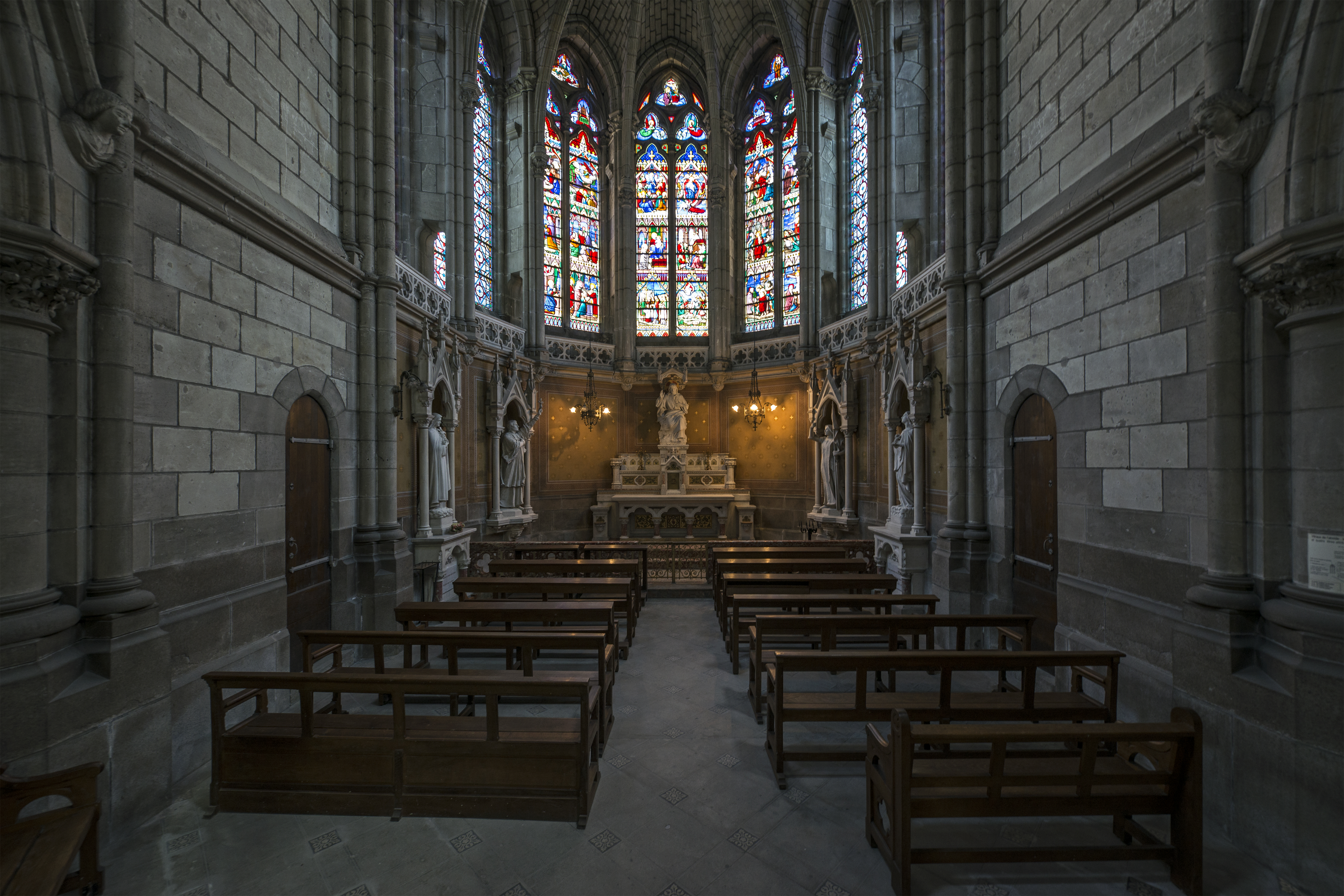
Chapelle axiale.
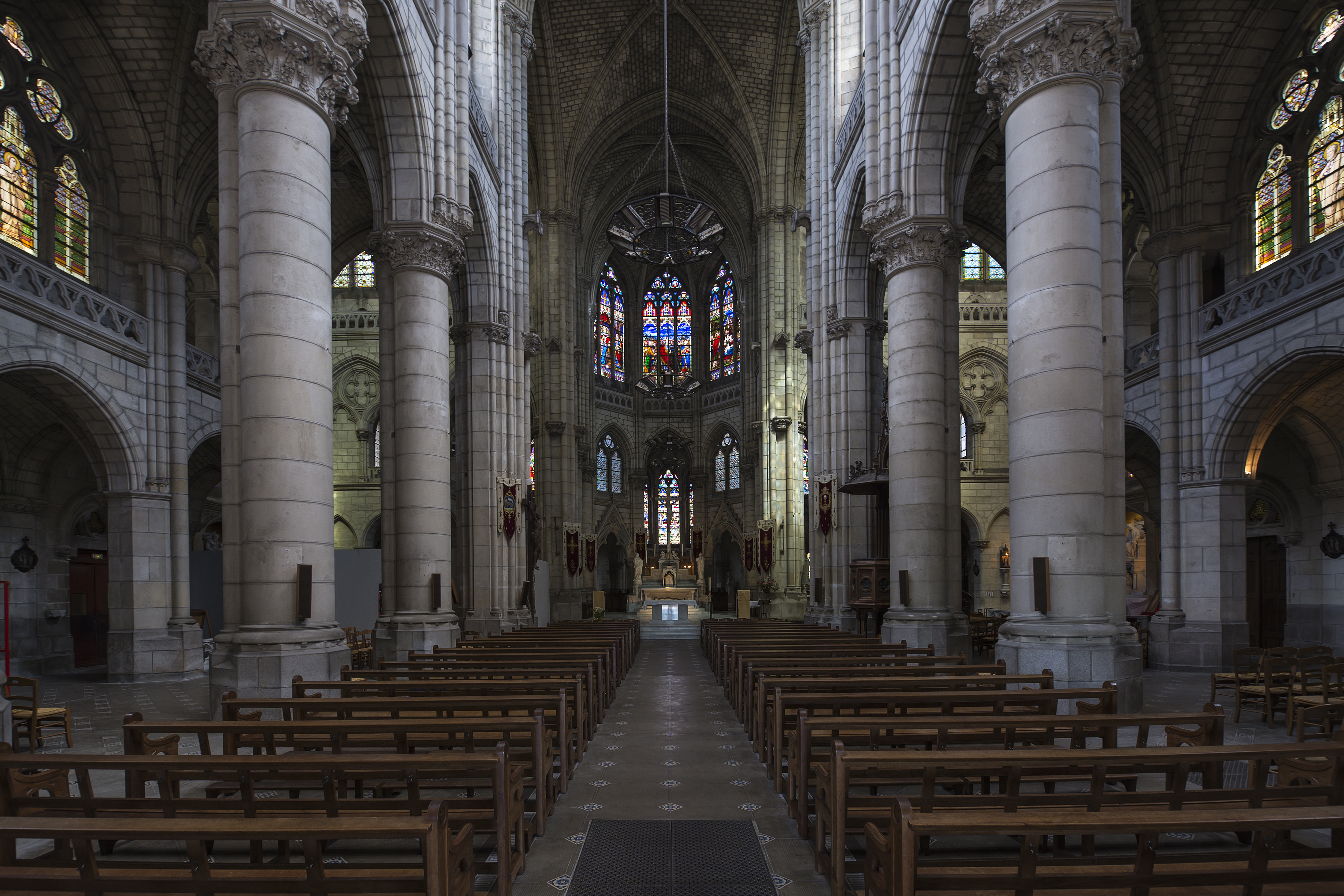
Nef.

### Vitraux

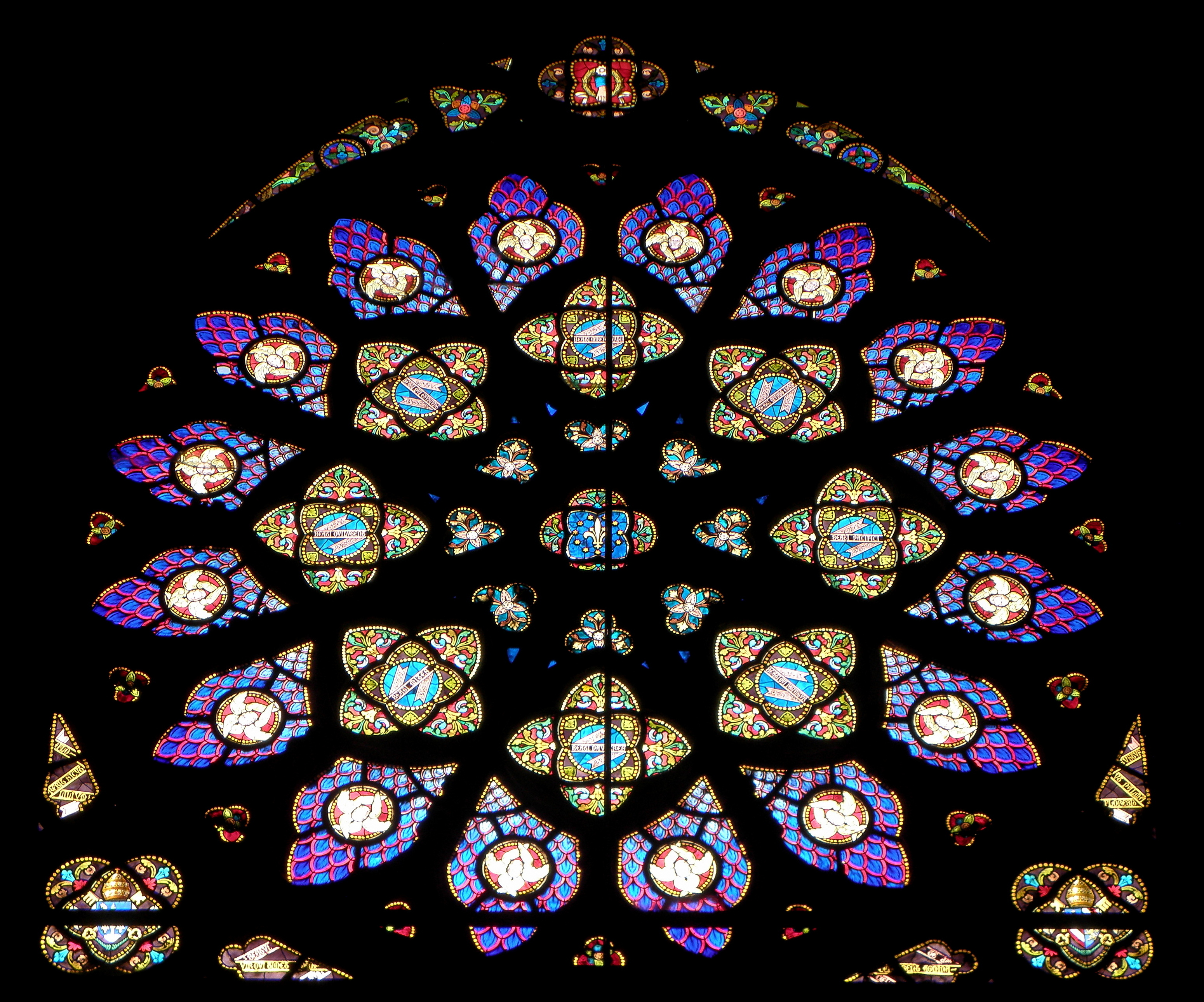
Rosace du transept occidental.

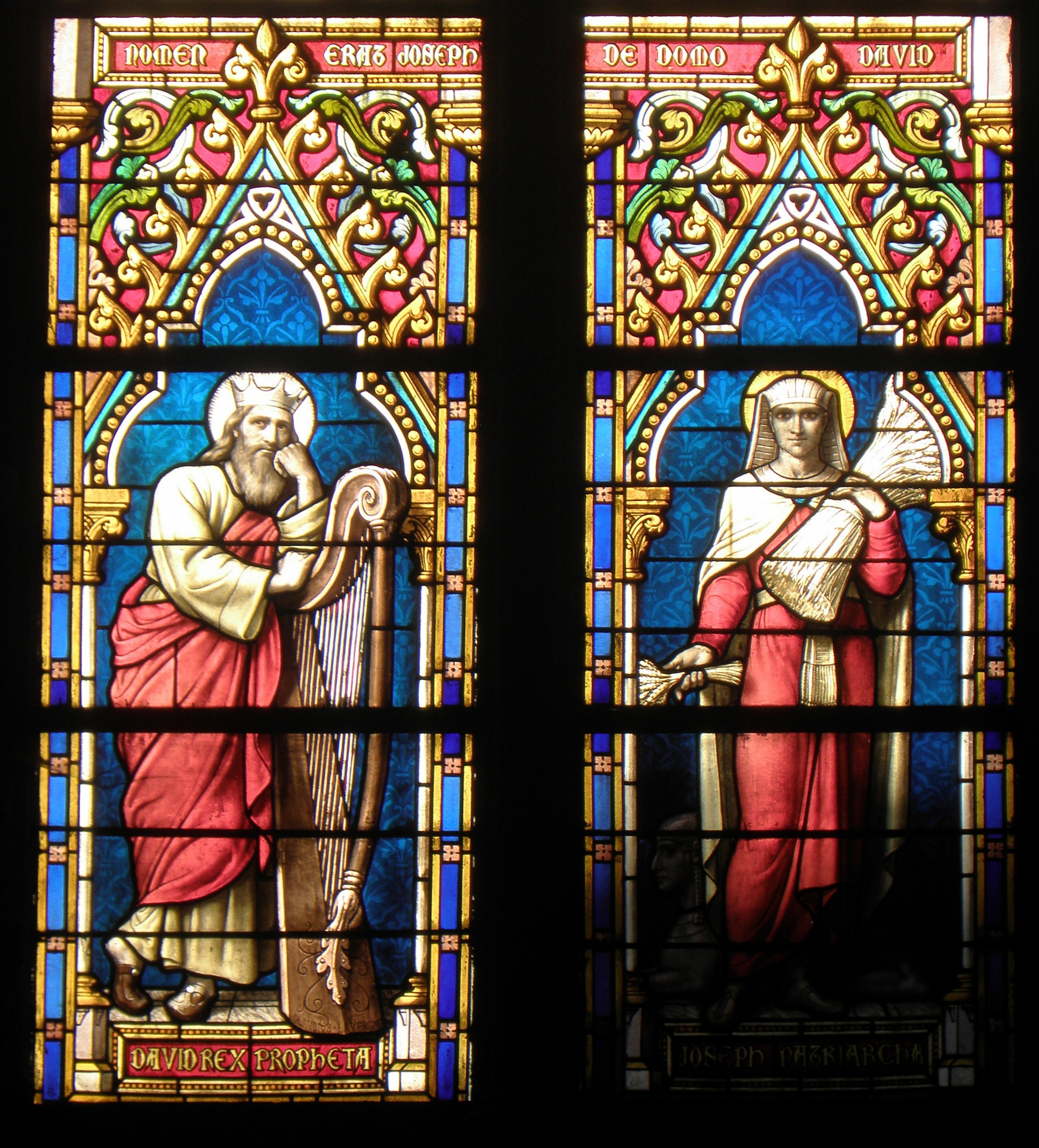
Le roi David et le prophète Joseph.
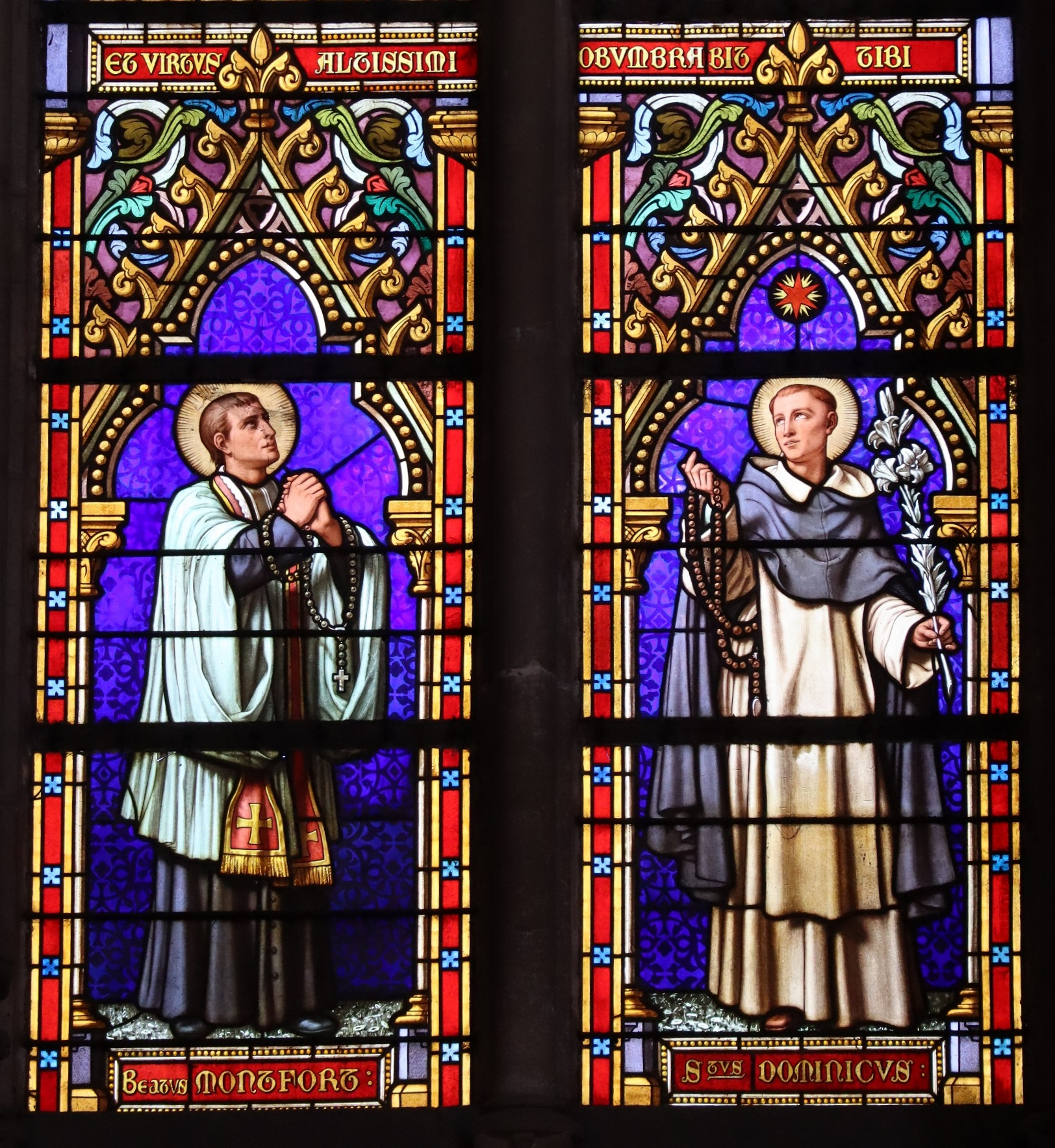
Saint Louis-Marie Grignion de Montfort et saint Dominique.
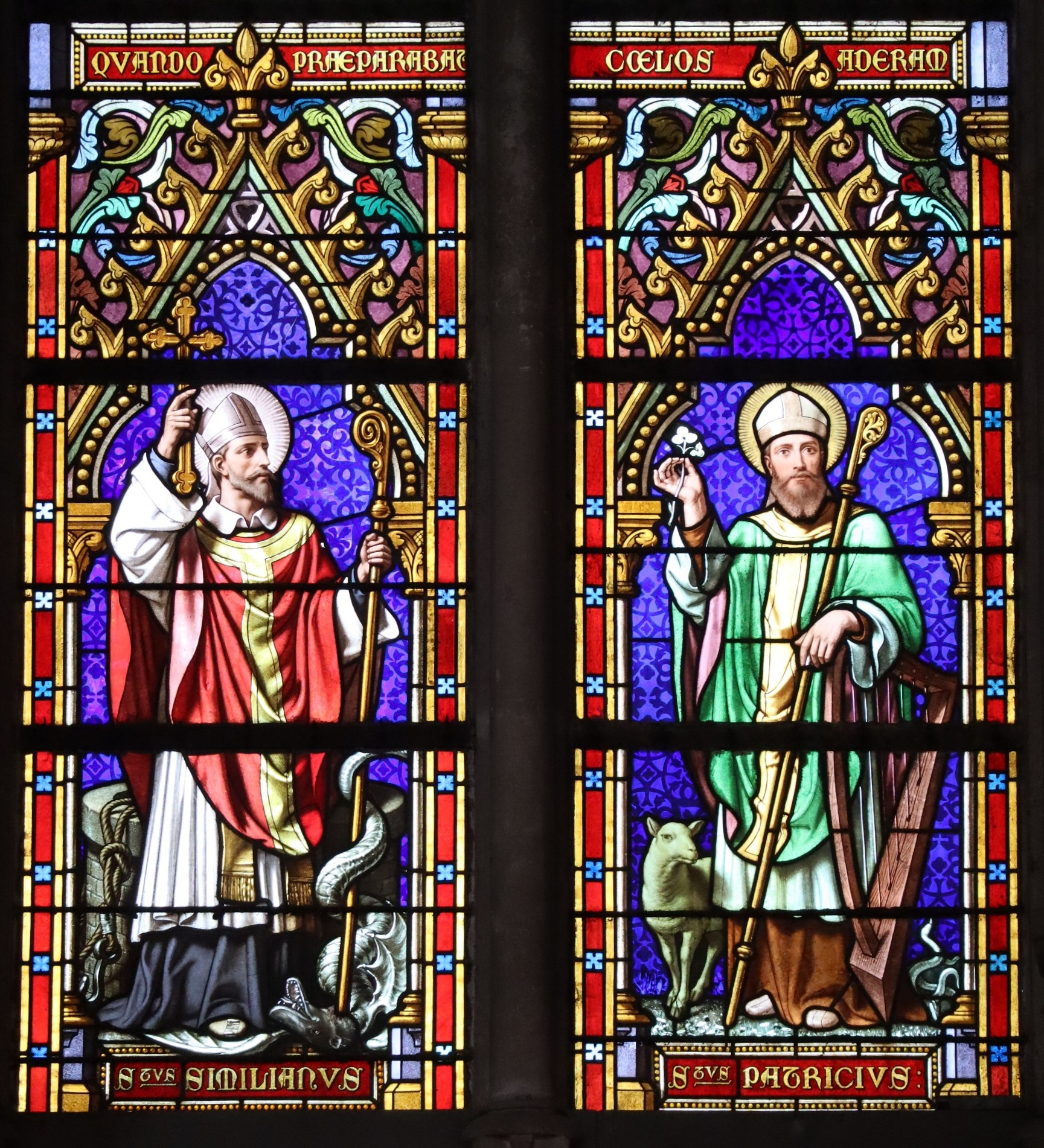
Saint Similien et saint Patrick.
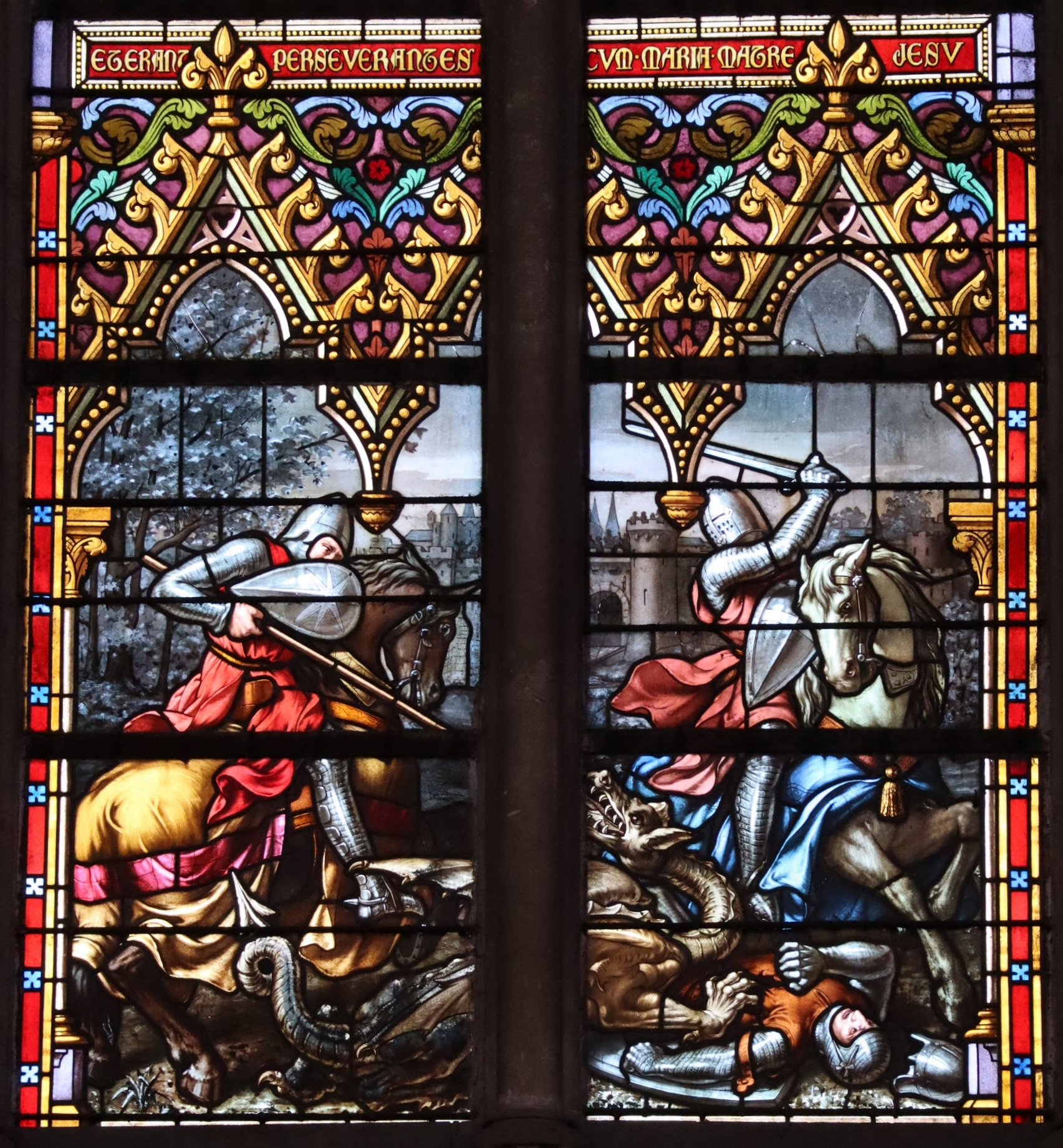
Trois chevaliers fuient un dragon.

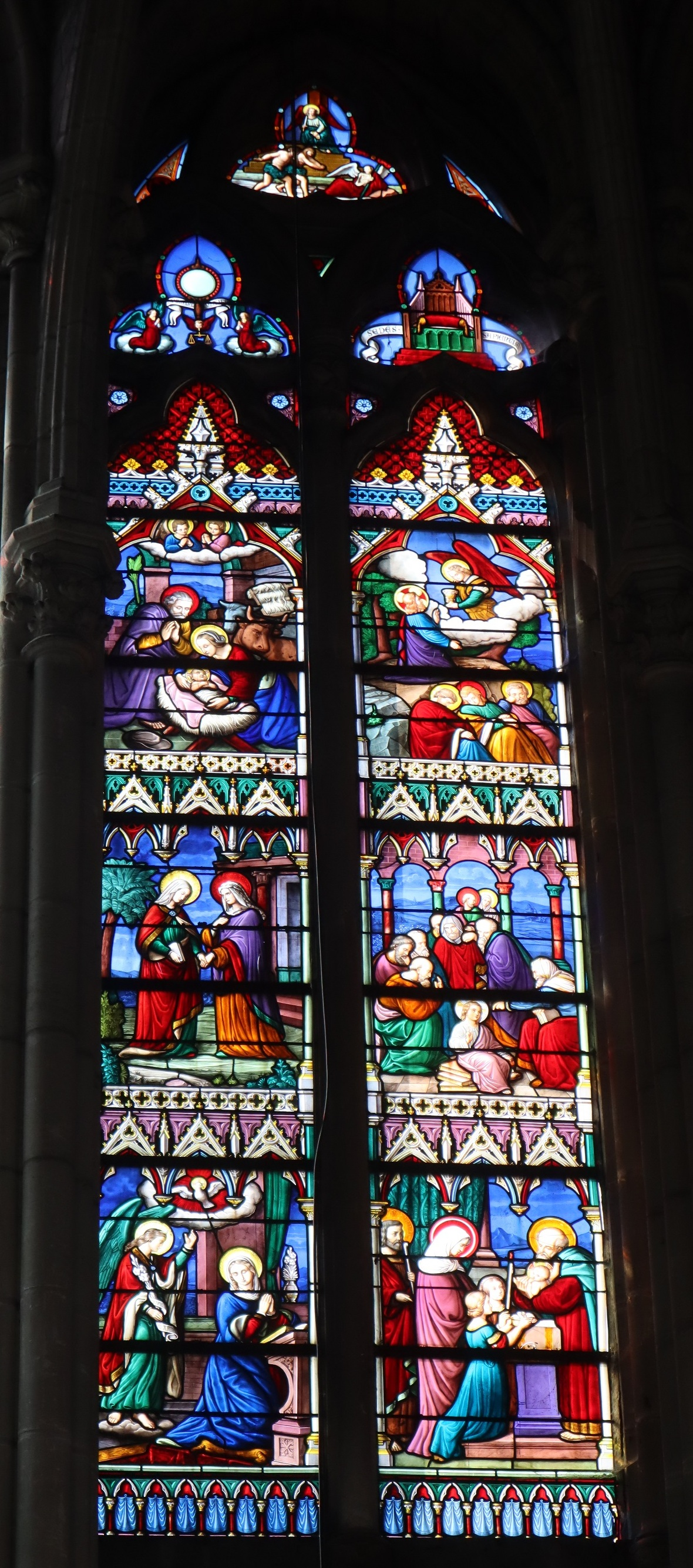
Scènes de l'évangile de l'Enfance.
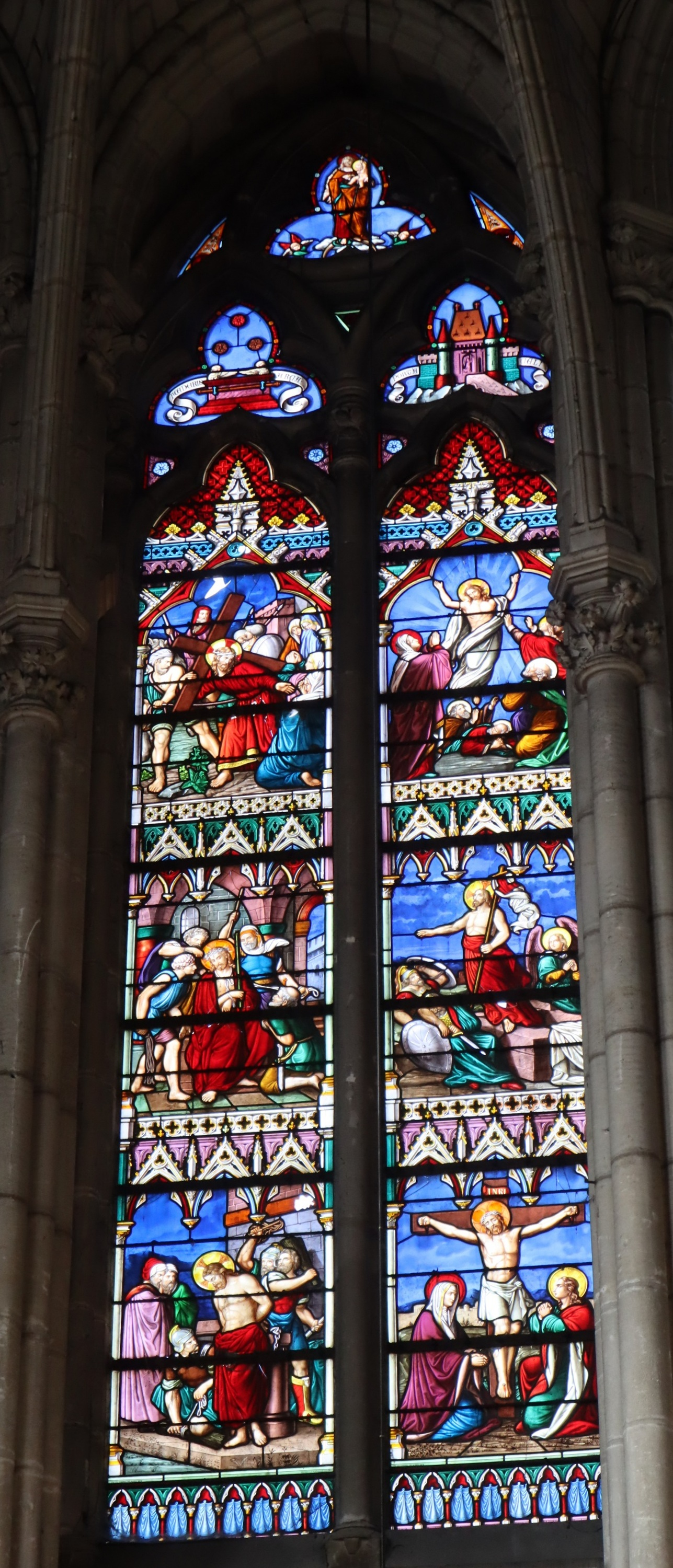
Scènes de la Passion.
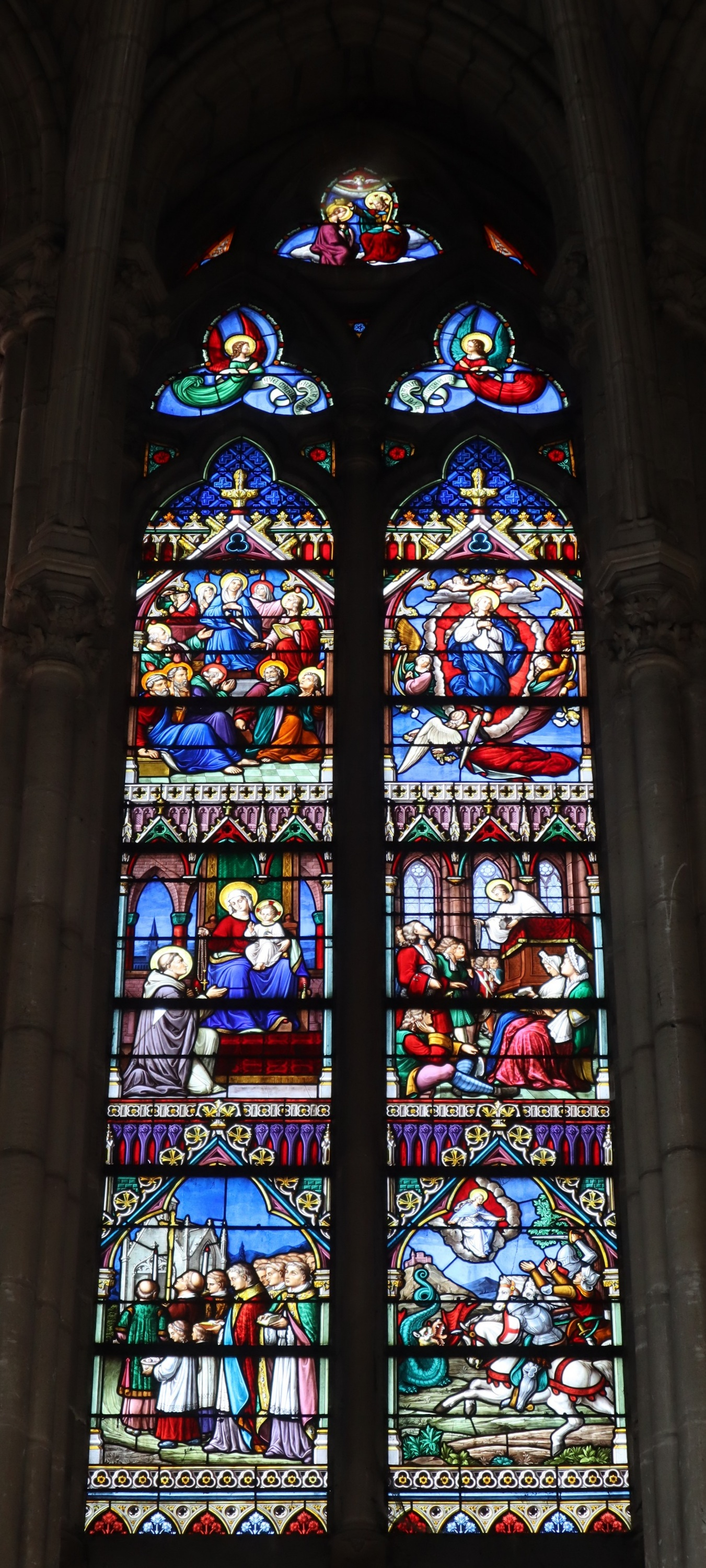
Scènes sur l'Assomption et le culte de la Vierge.

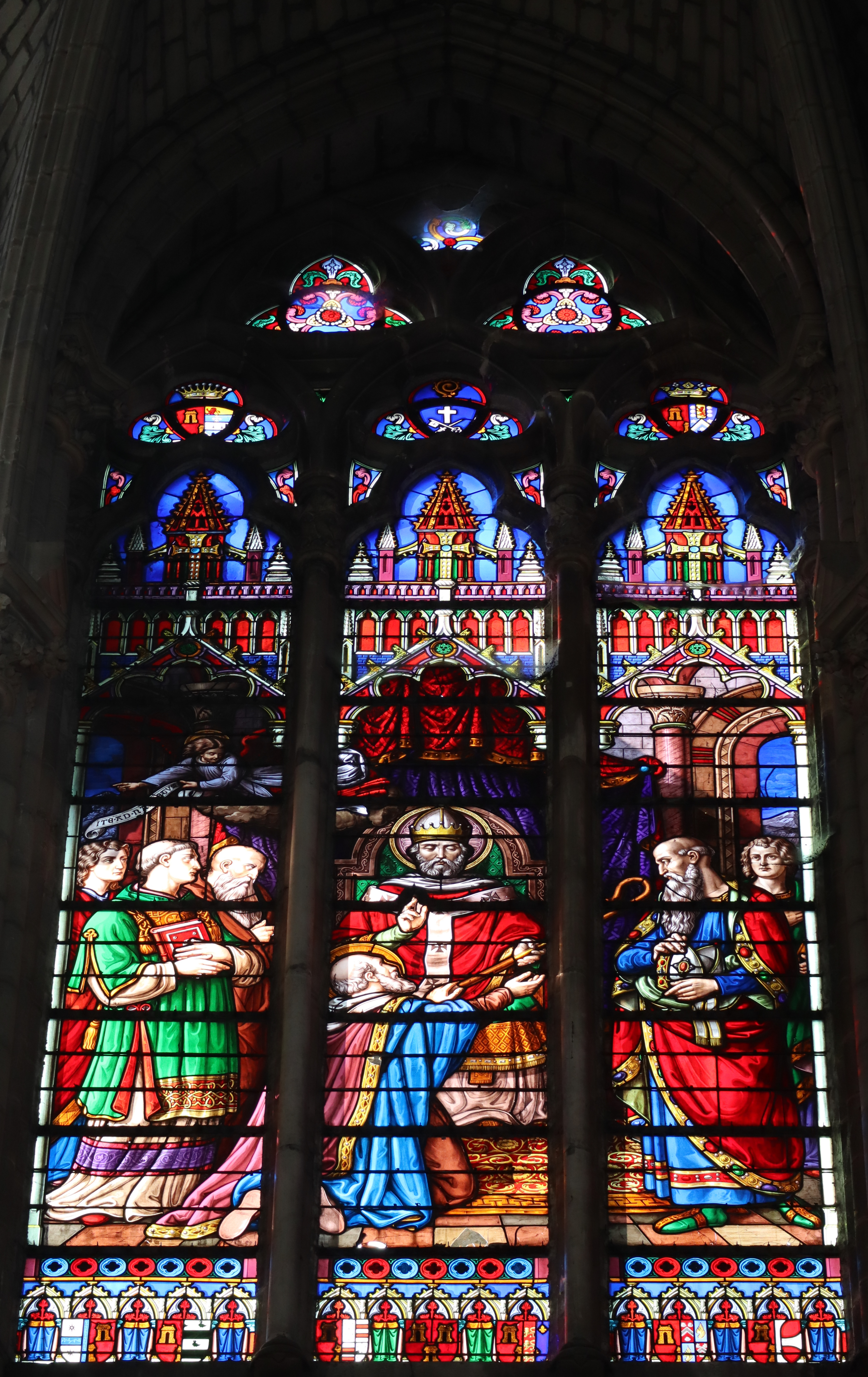
Similien, sacré évêque, recevant la crosse et la mitre.
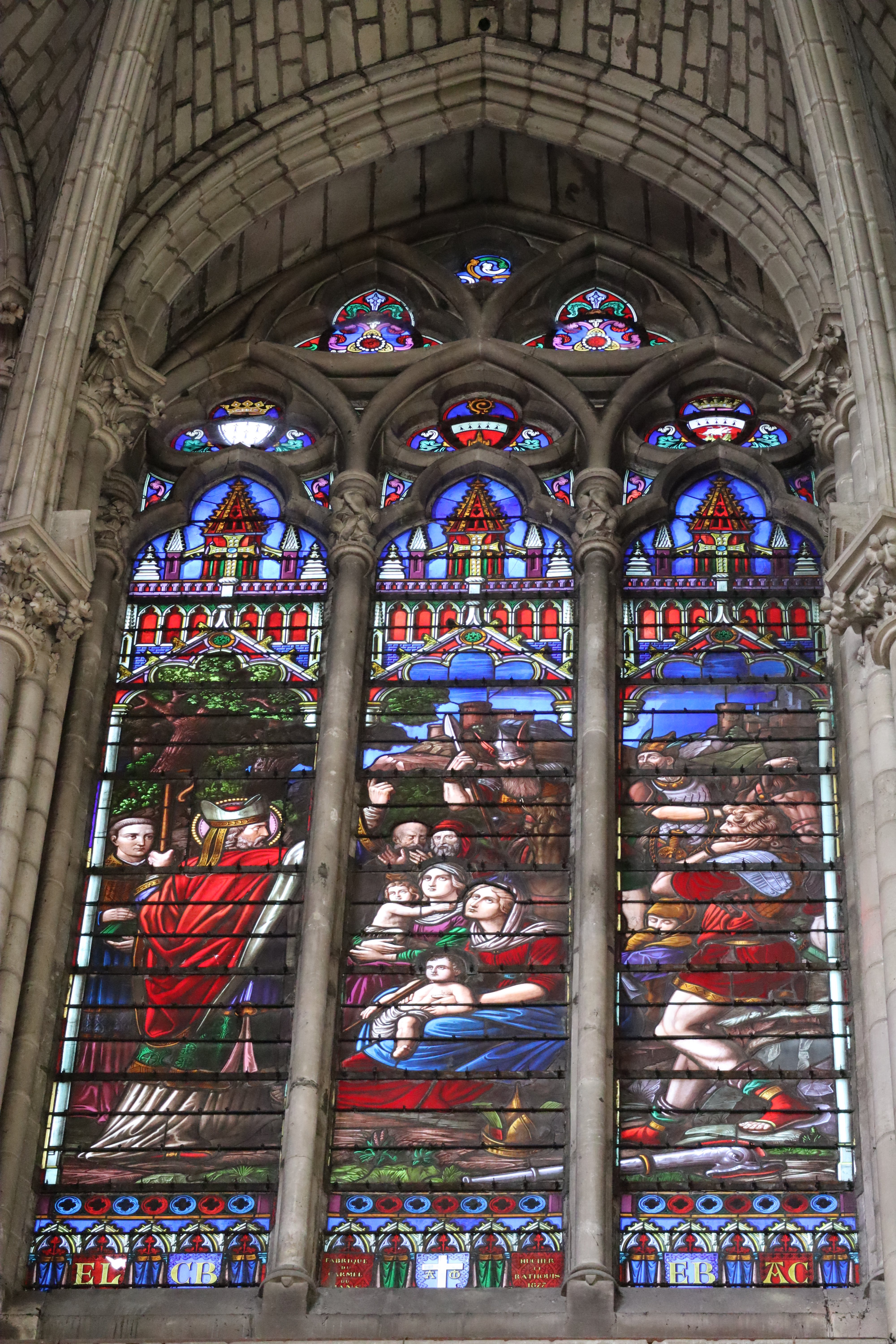
Prêche de saint Similien aux Nantais.
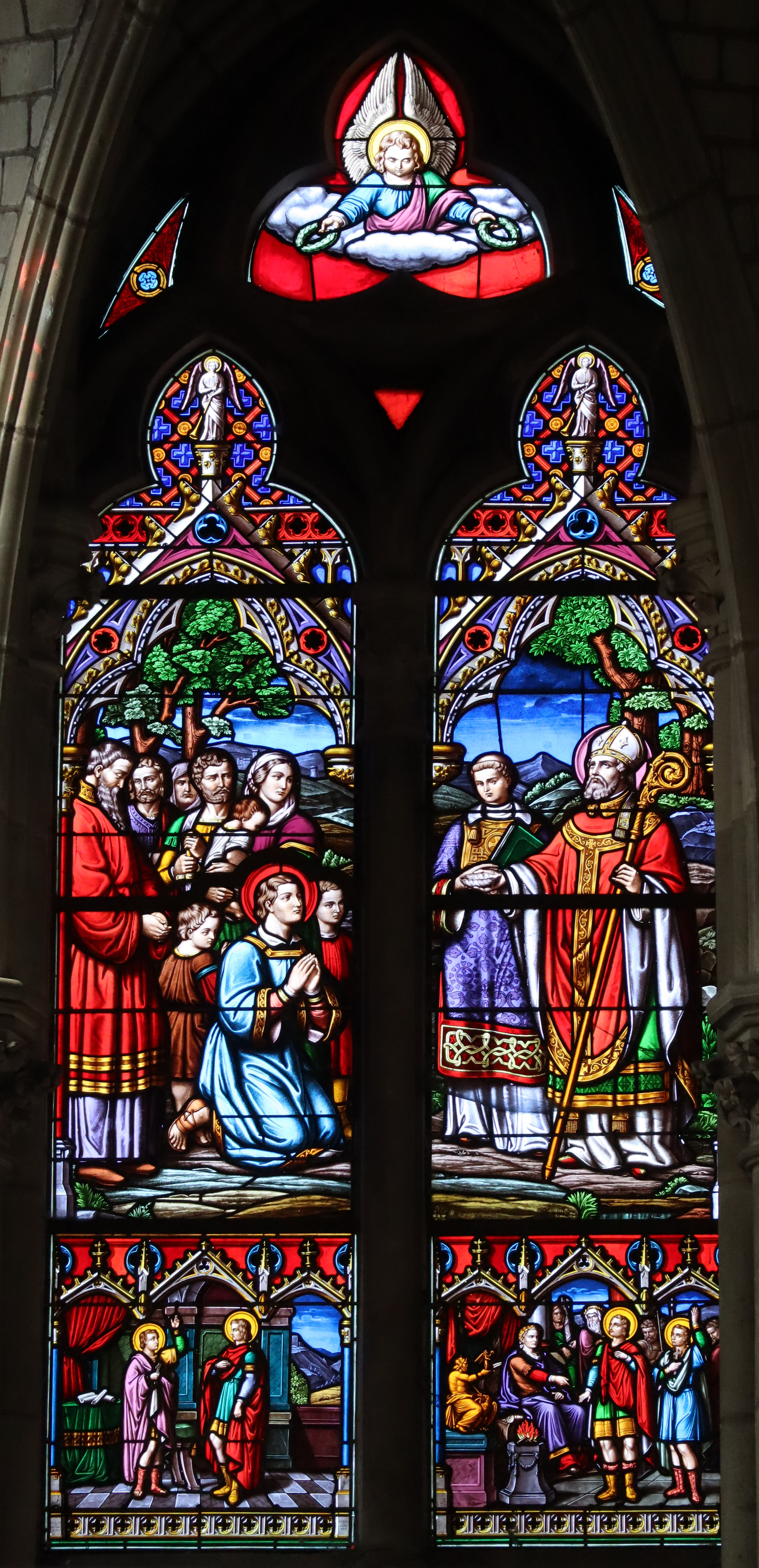
Baptême de saint Donatien par saint Similien.

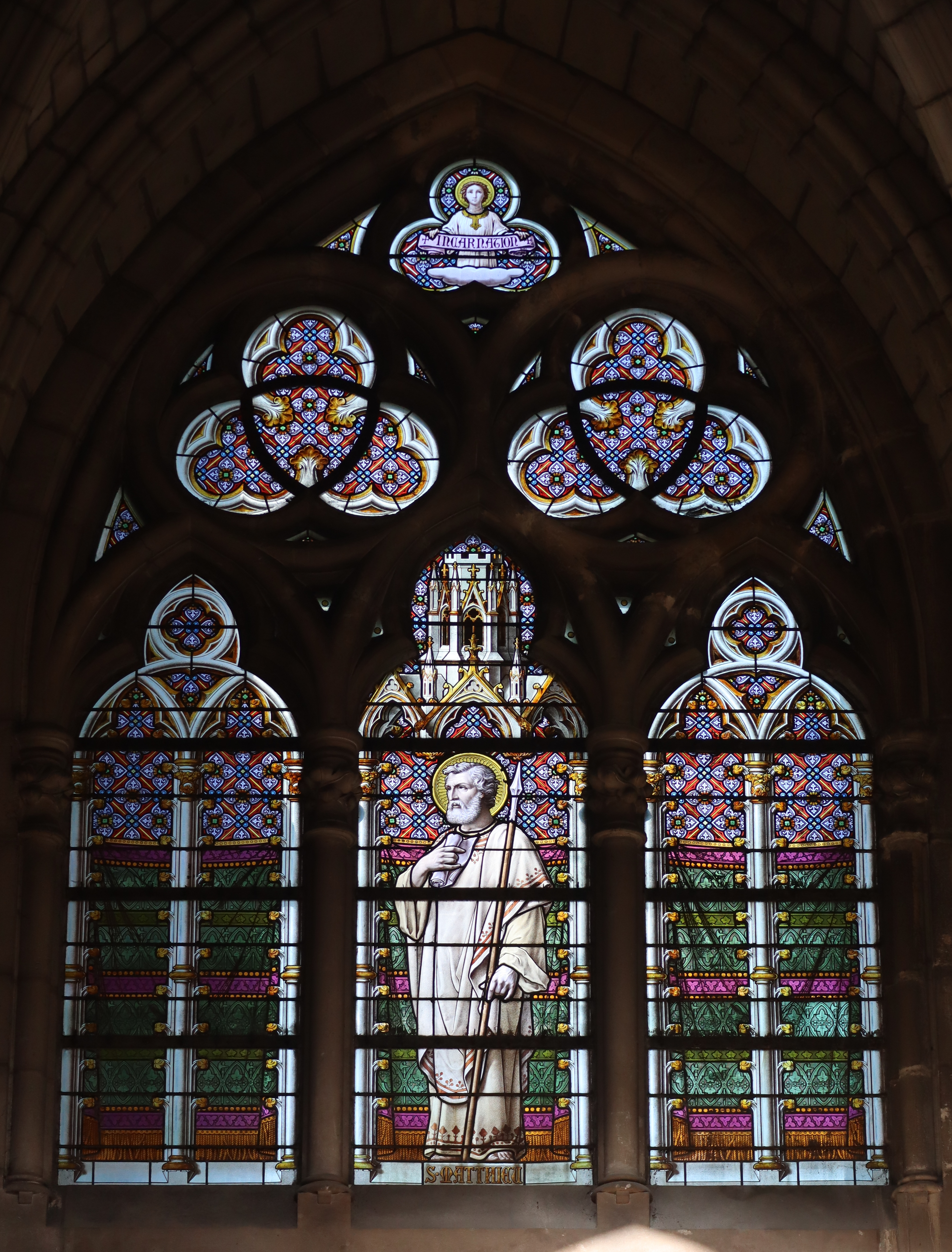
Saint Matthieu.
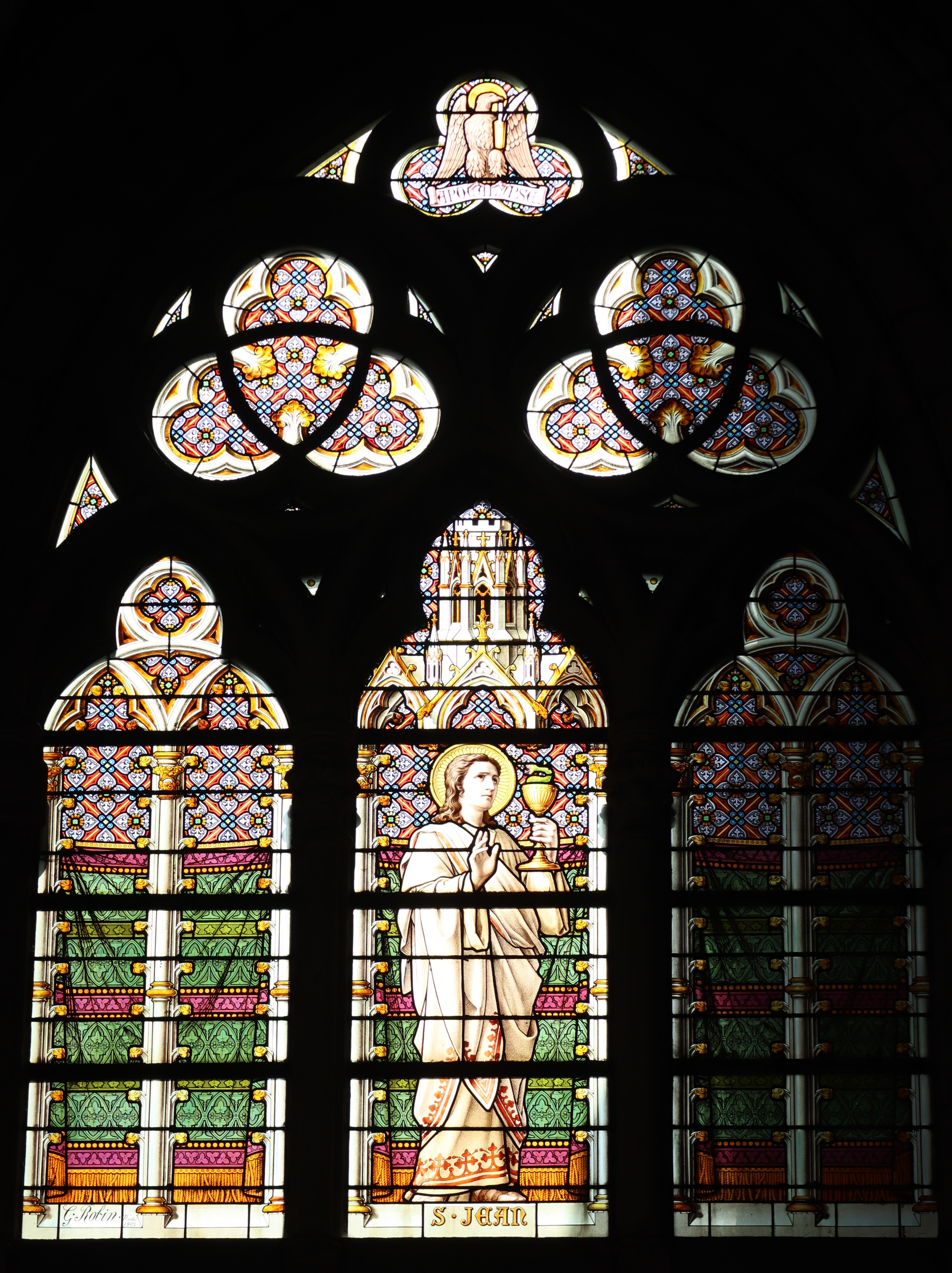
Saint Jean.
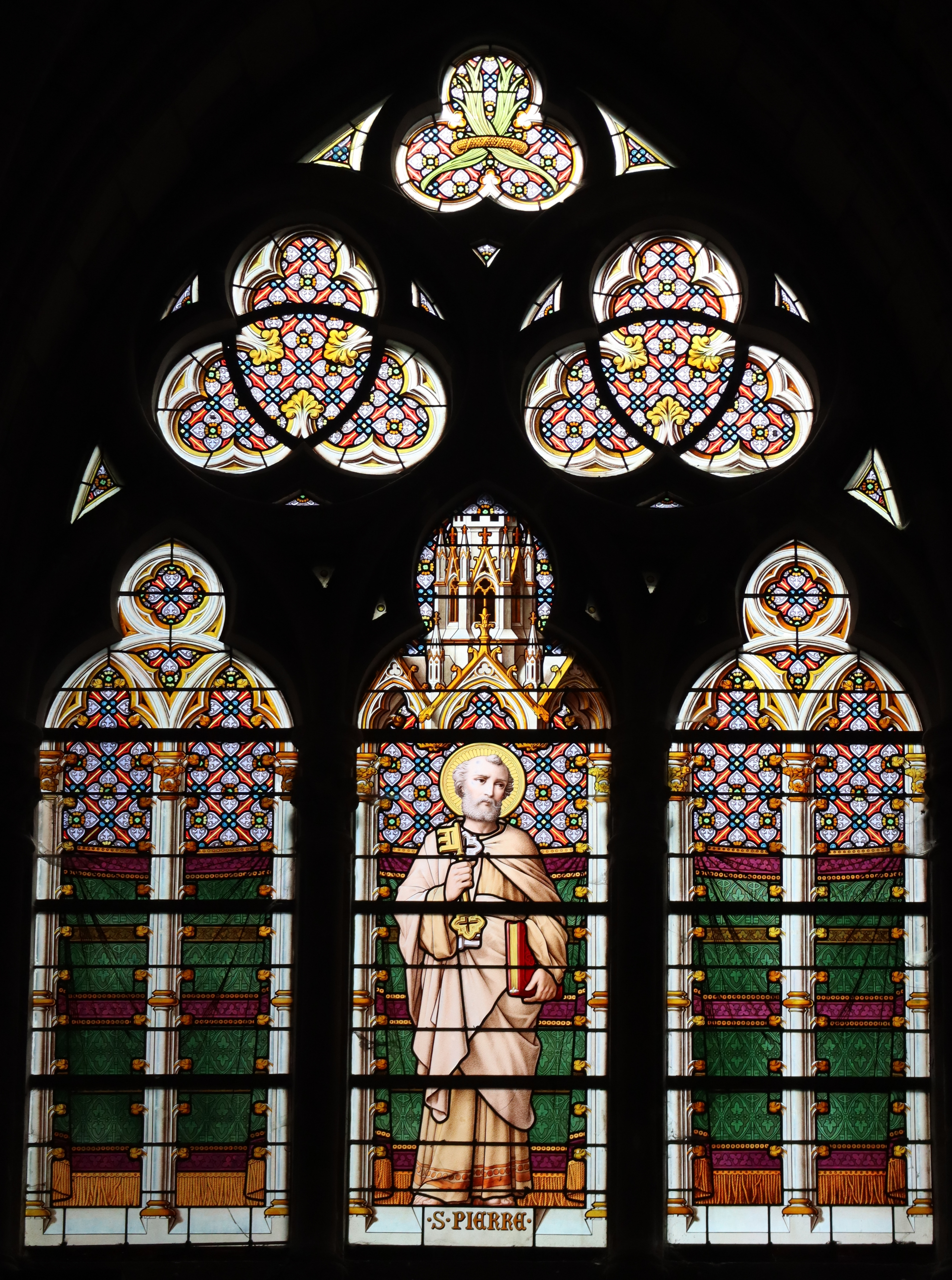
Saint Pierre.
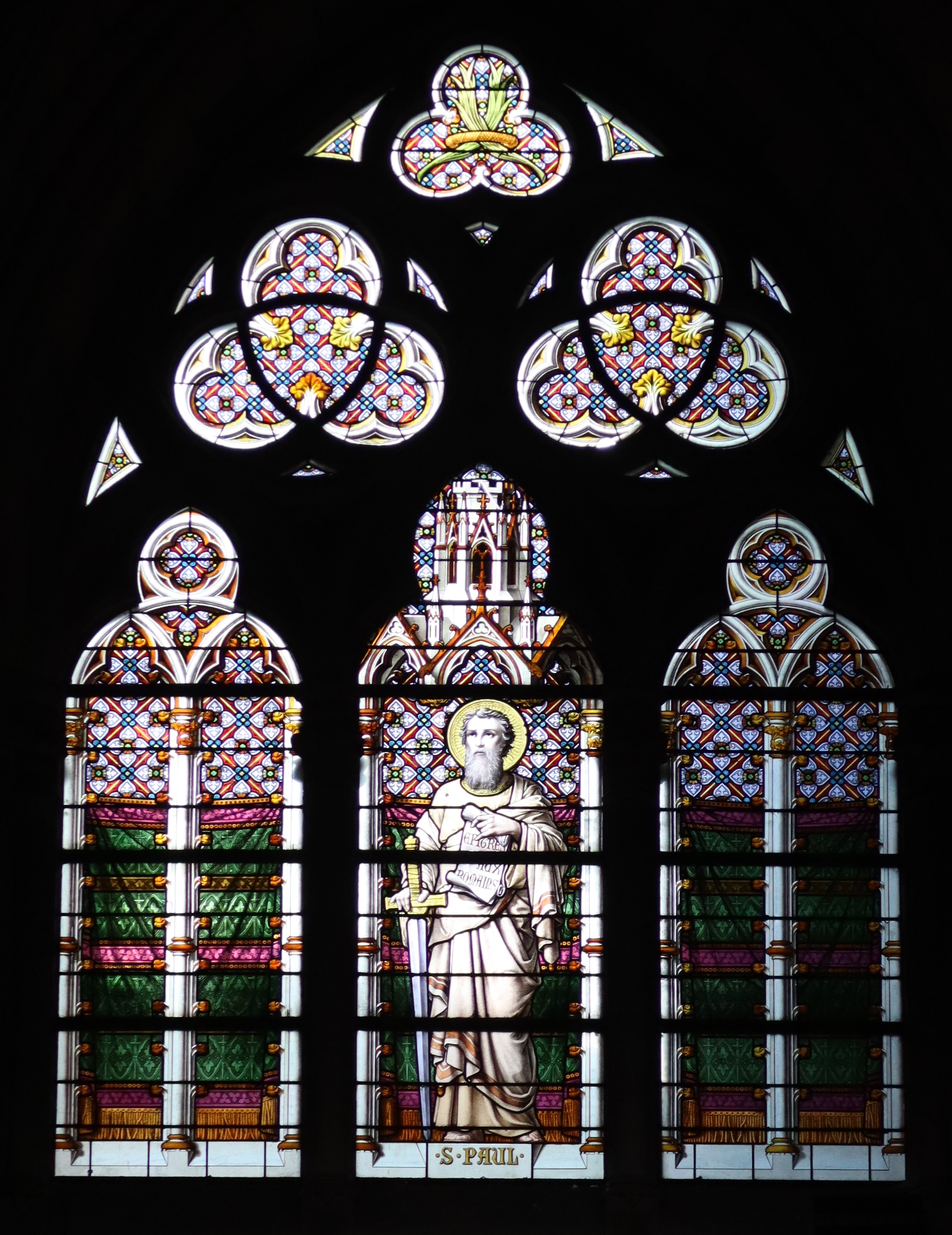
Saint Paul.

L'église, conformément à son style néo-gothique, comprend un grand nombre de vitraux de toutes formes, dont de grandes rosaces, représentant des motifs décoratifs, des scènes bibliques ou de l'histoire de l'Église, ainsi que des portraits d'apôtres, de saints et de patriarches. Beaucoup sont consacrés à la vie de la Vierge.
Les vitraux du chœur, des chapelles latérales et de l'abside ont été réalisés par la Fabrique du Carmel du Mans entre 1876 et 1879.
La rosace occidentale a pour centre une fleur de lys, symbole de pureté, entourée de huit pétales représentant les huit béatitudes, puis de seize décorés par un motif de séraphins. En haut, la main de Dieu tendant une couronne. En bas, de chaque côté, les armoiries des papes Léon XIII et Pie IX. Celle orientale est sur le même modèle, mais les huit pétales sont décorés par huit symboles de Marie, séparés par des symboles des sept dons de l'Esprit saint. Avec, en haut, la main de Dieu bénissant.

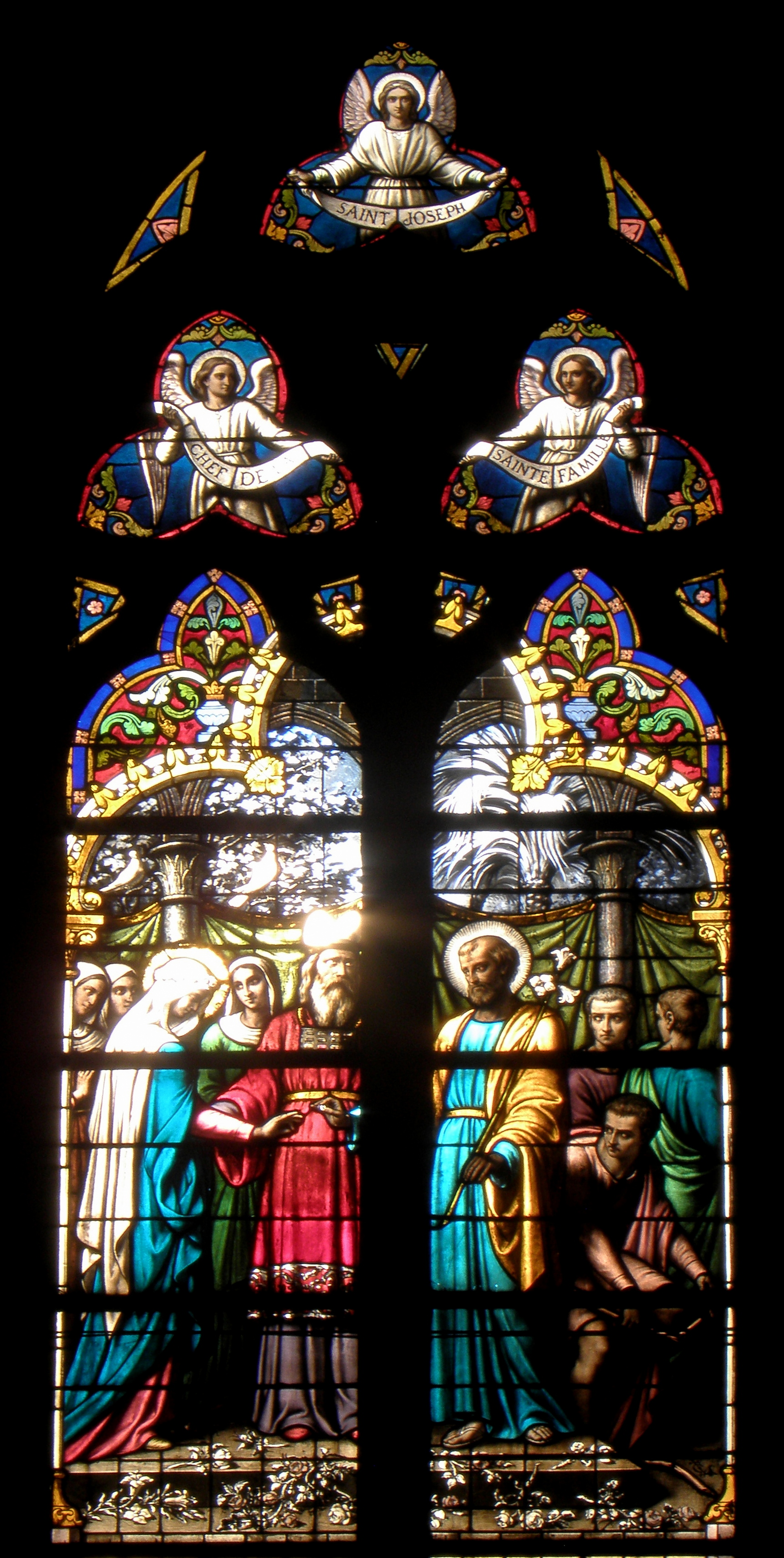
Mariage de la Vierge Marie et de saint Joseph.
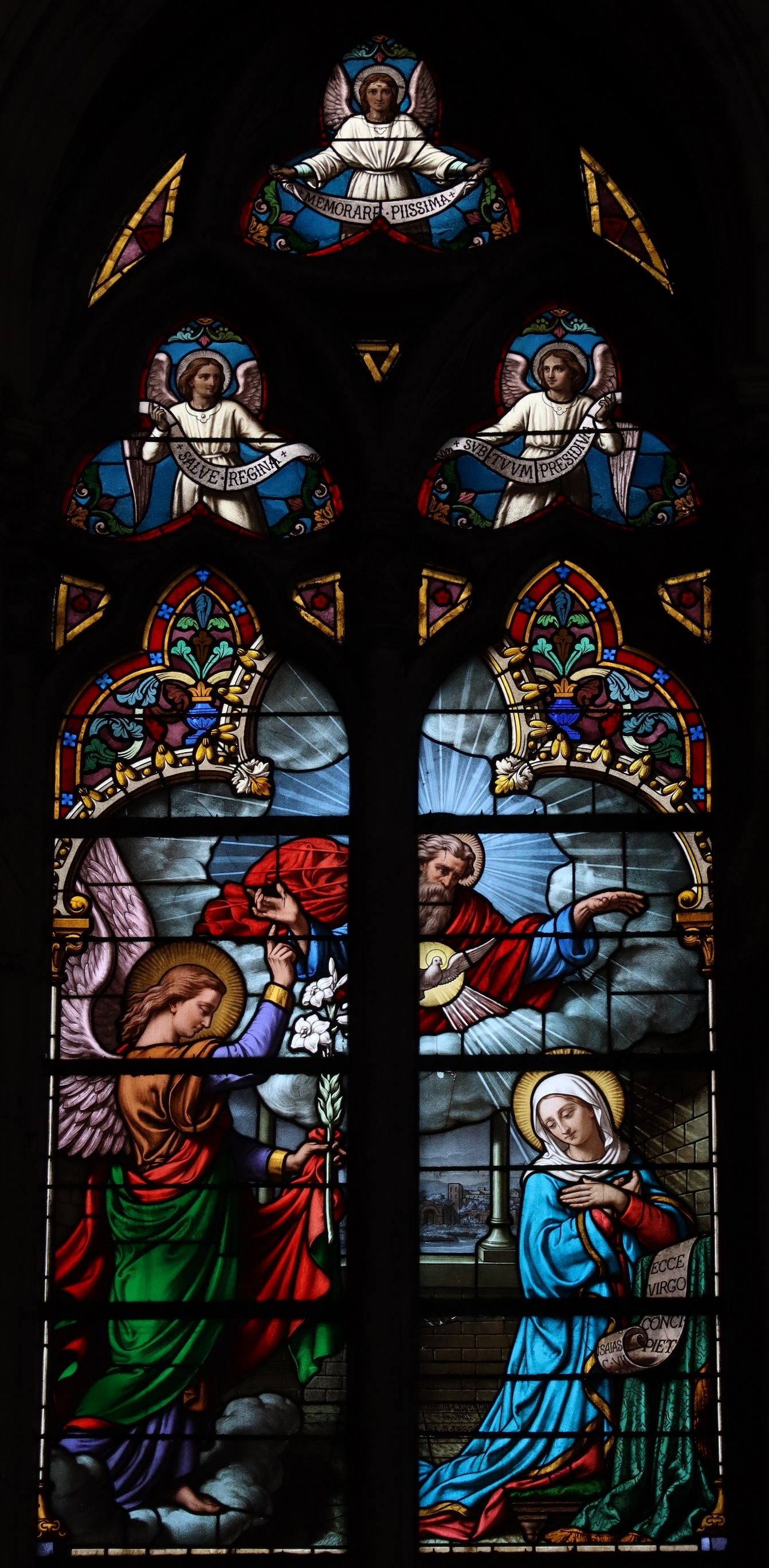
L'Annonciation.
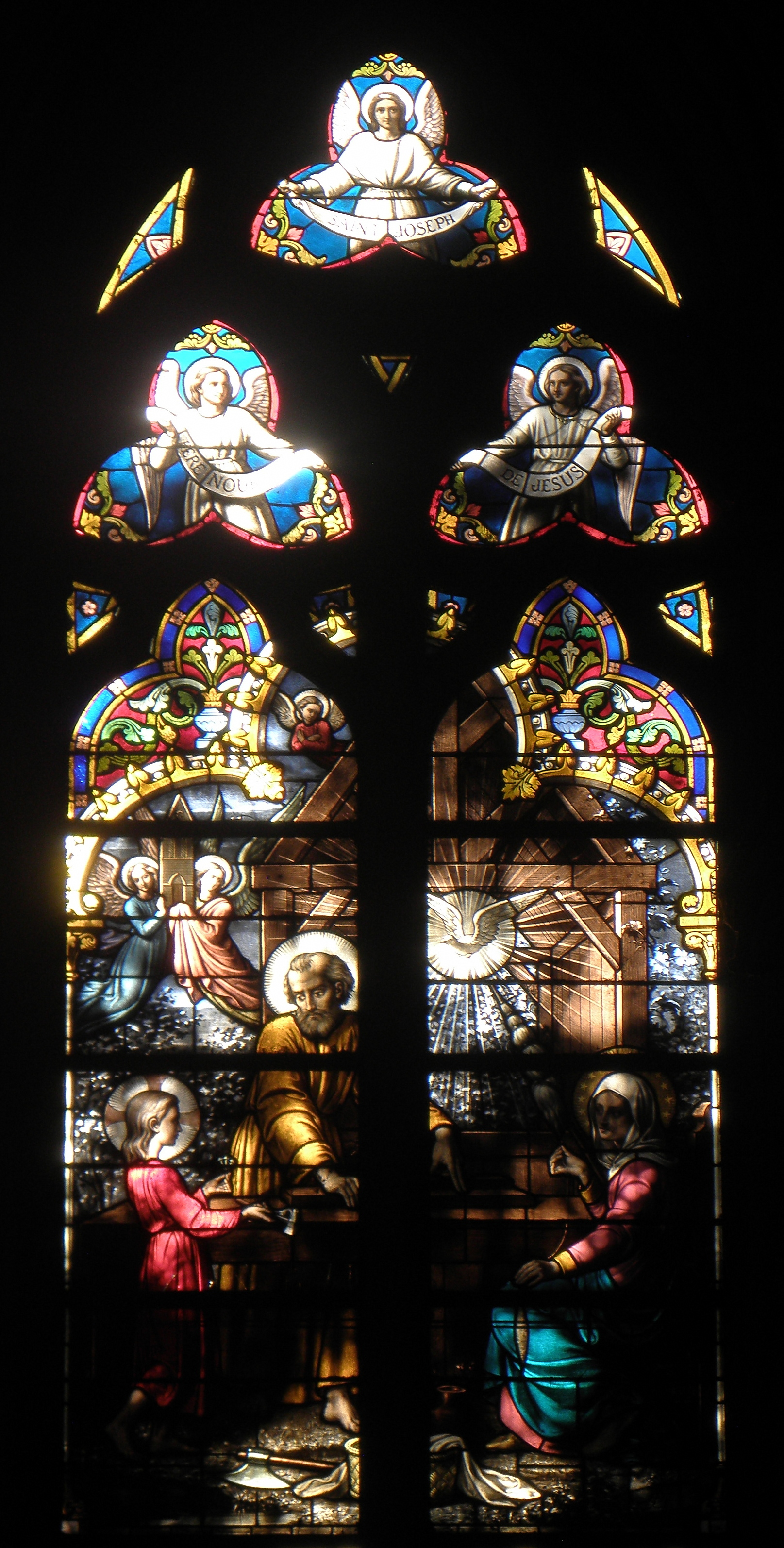
Sainte Famille de Nazareth.
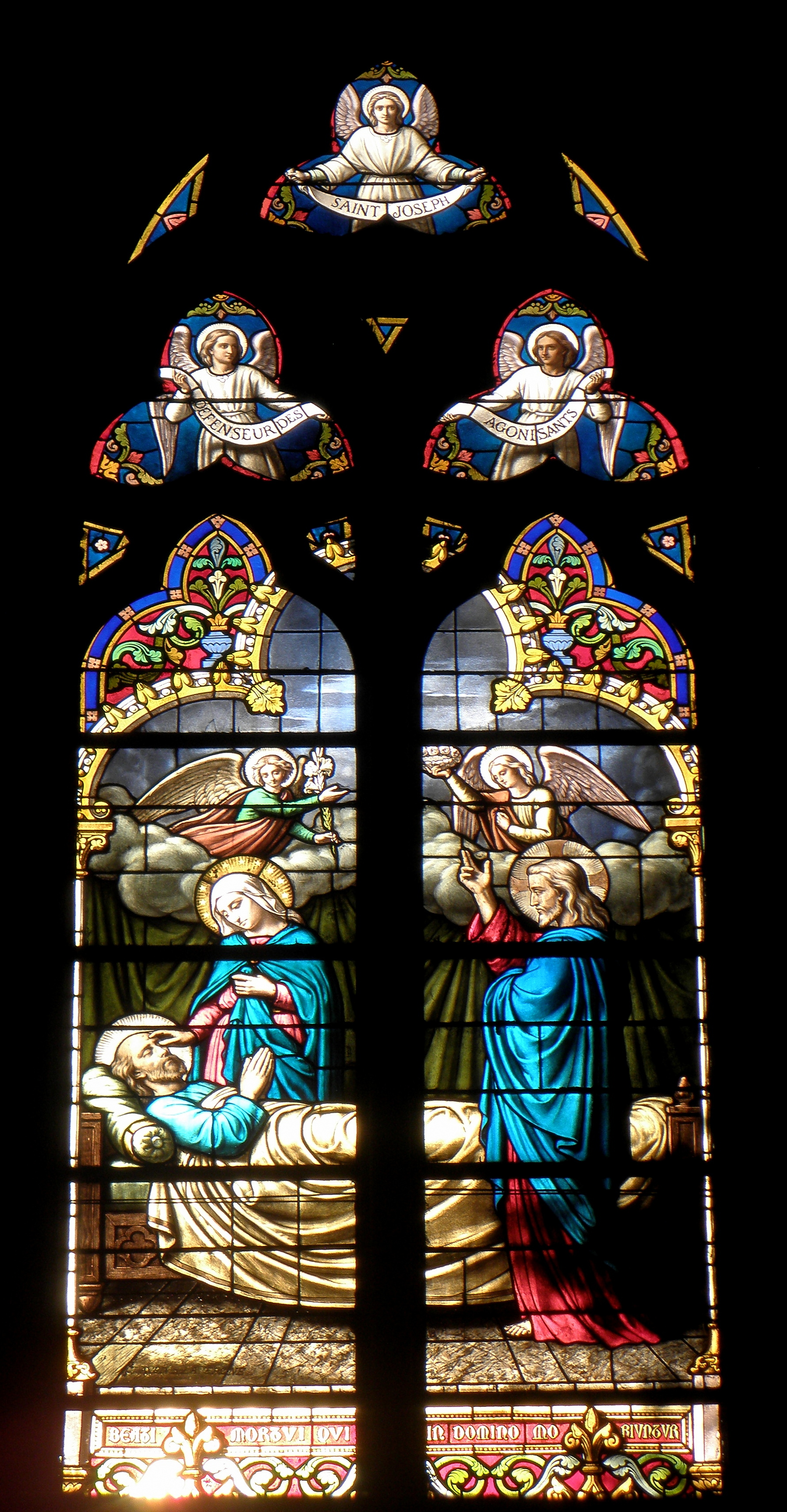
Mort de saint Joseph.
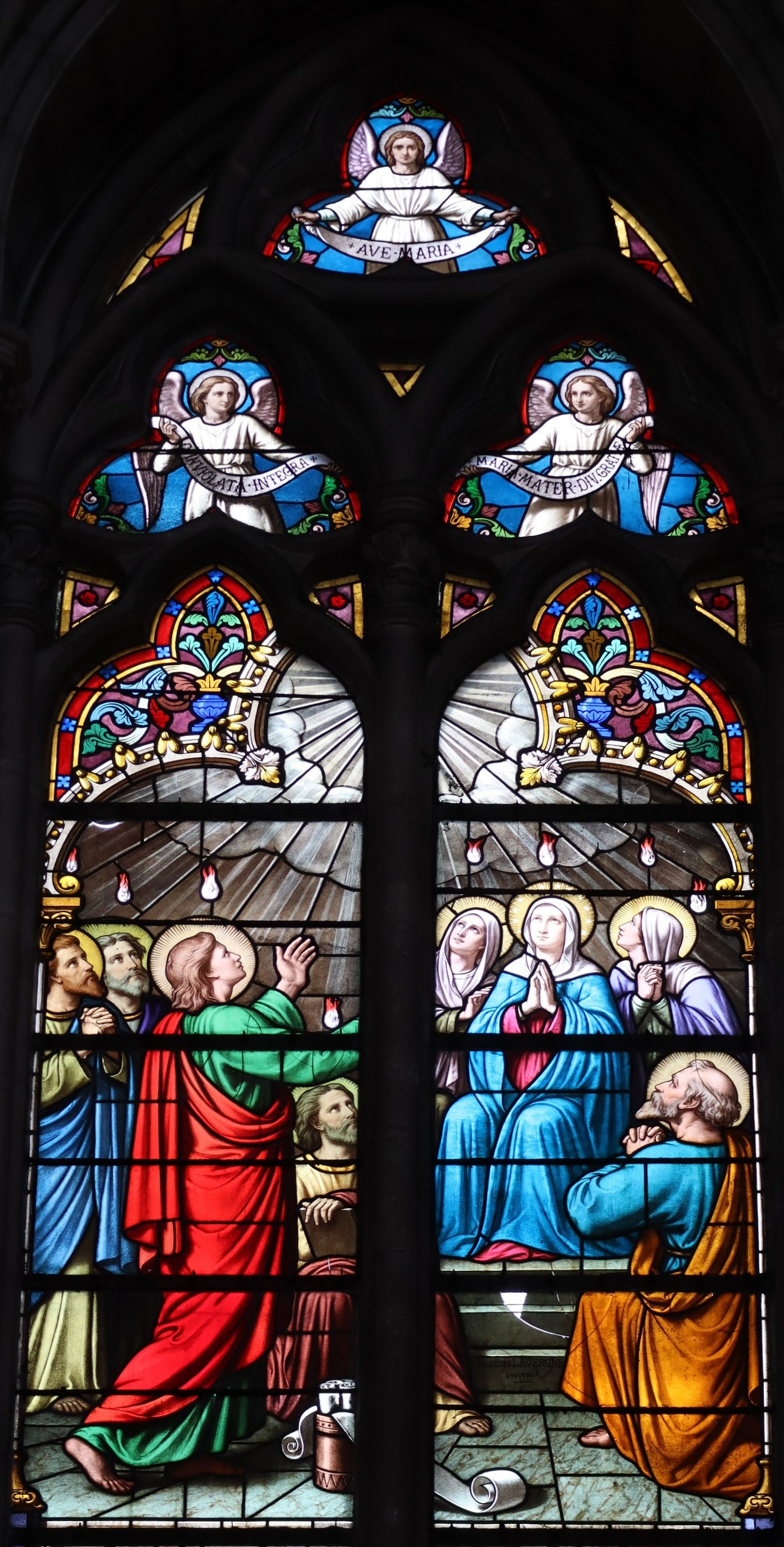
La Pentecôte.
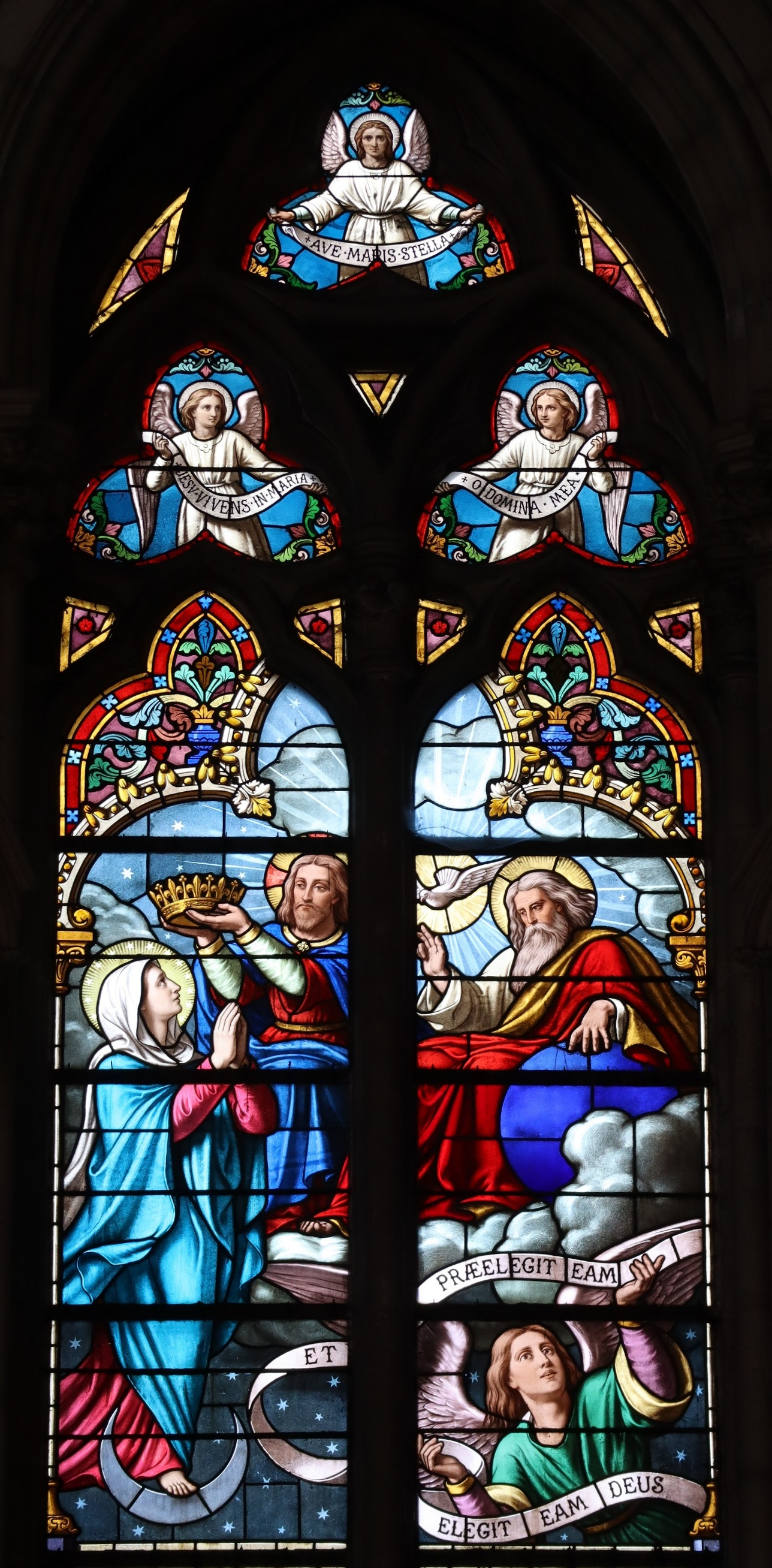
Couronnement de la Vierge.

### Mobilier

#### Autels
Le maître-autel a été réalisé par Joseph Vallet. Il comprend un groupe sculpté de la Crucifixion avec la Vierge et saint Jean. L'autel lui-même est décoré par un bas-relief montrant Jésus au tombeau. Le tout est sculpté en marbre de Carrare.
L'autel dédié à Notre-Dame-de-Miséricorde, à l'est, réalisé en 1886 également par Joseph Vallet, abrite le tabernacle de l'église et reçoit les fidèles pour l'adoration eucharistique.
Il est surmonté d'une statue de la Vierge trônant, les bras ouverts en signe d'accueil, et entouré de quatre grands bas-reliefs représentant des anges adressant leurs salutations. L'autel lui-même est décoré par un bas-relief représentant la Vierge trônant et accueillant auprès d'elle des foules d'hommes, de femmes et d'enfants de toutes conditions, les uns réjouis et les autres suppliants, dans un thème proche de celui de la "Vierge de miséricorde". Il est également décoré par une icône de la Miséricorde divine.
D'autres autels sont dédiés à saint Joseph, à sainte Anne, à saint Cassien, et au Sacré-Cœur.

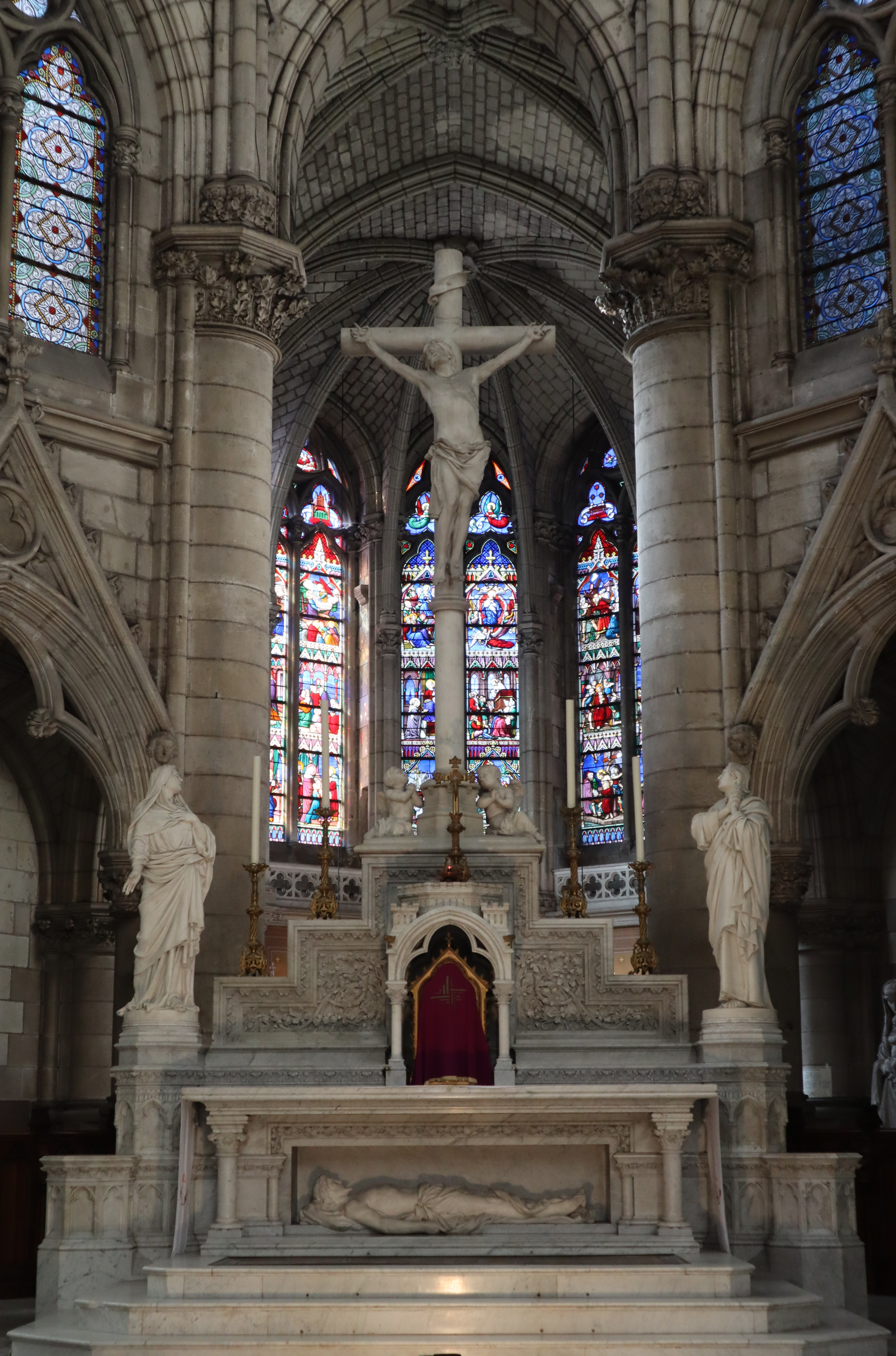
Maître-autel.
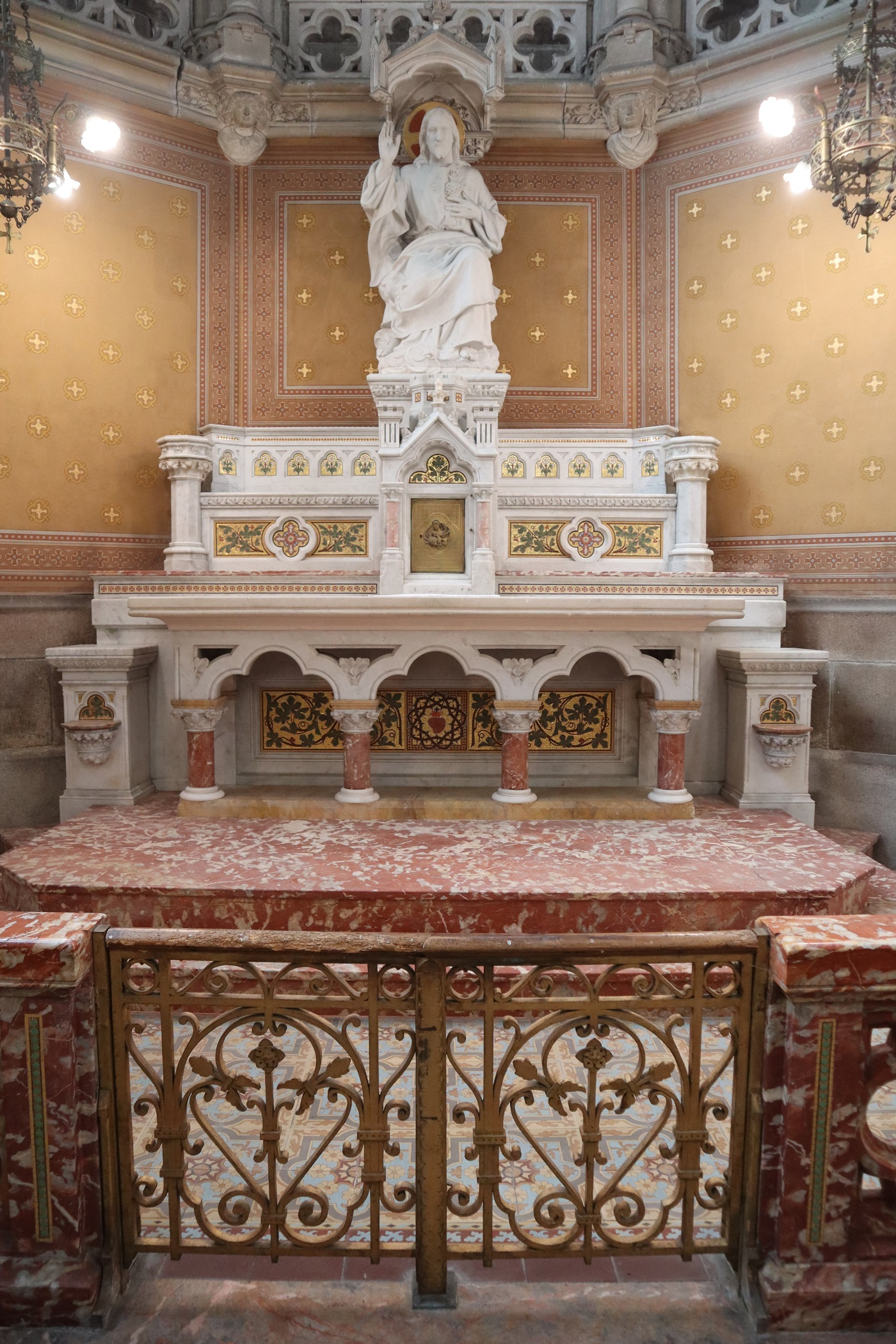
Autel du Sacré-Cœur.
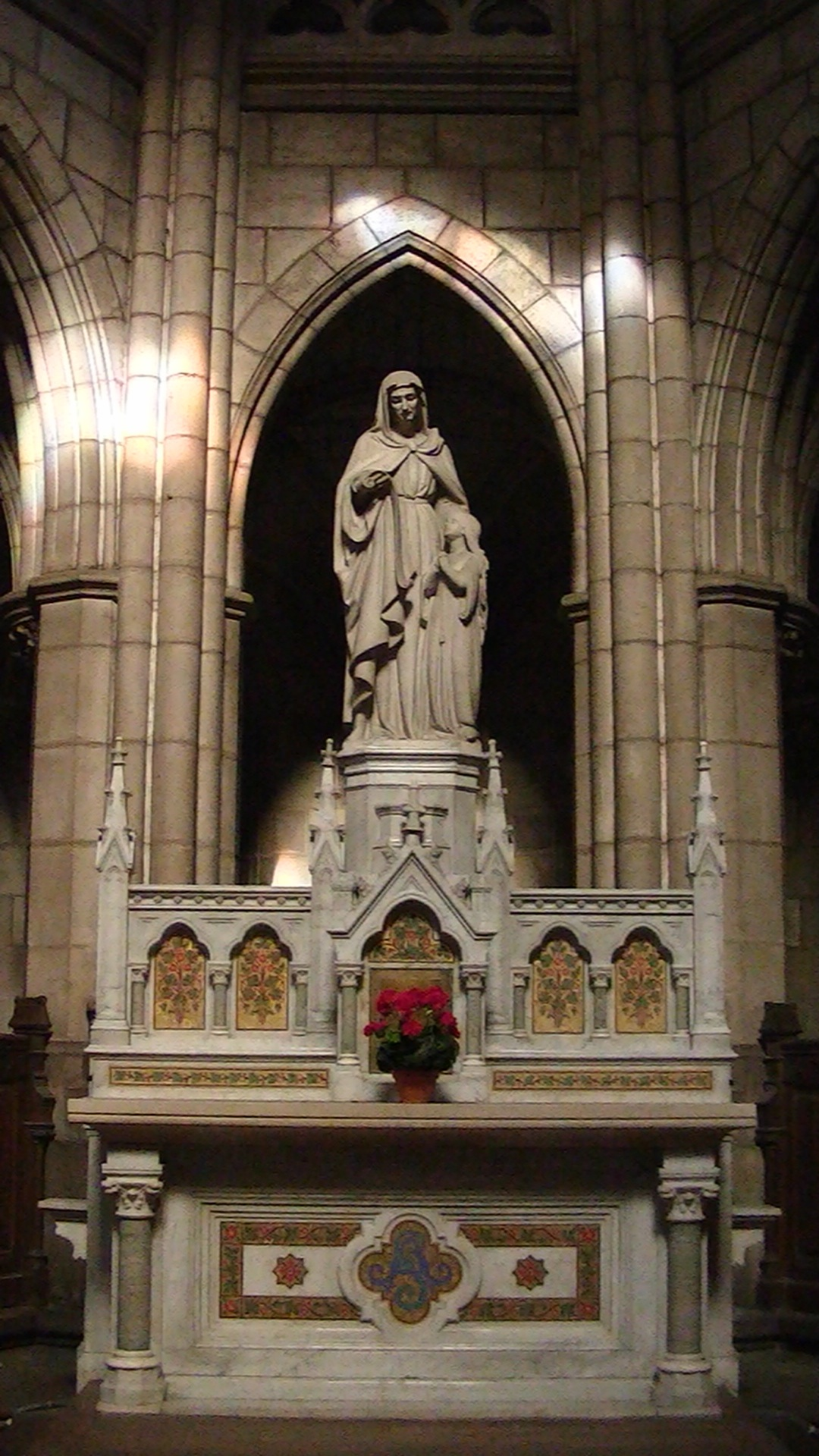
Autel de sainte Anne.
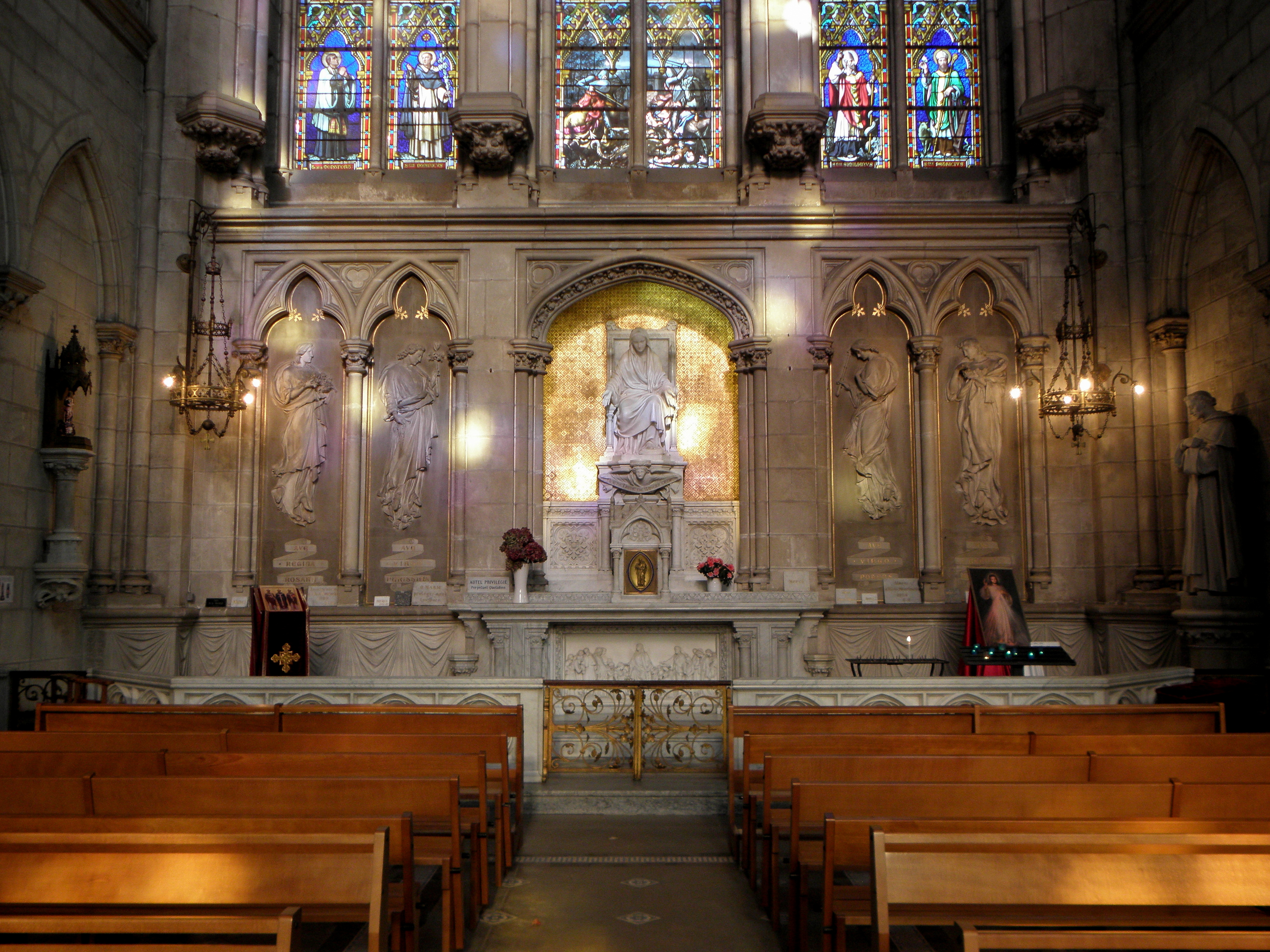
Autel de Notre-Dame-de-Miséricorde.

#### Orgue
L'Orgue a été construit en 1850 par Jean-Baptiste Le Logeais, pour la Chapelle du Pensionnant de "Bel-Air" à Nantes.
. Louis Debierre modifie l'instrument en 1886. C'est en 1905 que l'orgue est installé dans l'église Saint Similien par Louis Debierre.
Une restauration de l'instrument est effectuée par Georges Gloton et Charles Le Mintier en 1935. Enfin la dernière restauration est
assurée par Jean Renaud en 1991.
Cet orgue, à transmissions entièrement mécanique, comporte 19 jeux réels, répartis sur 2 claviers manuels et un pédalier
Le Buffet d'Orgue est de style néo-gothique.

#### Cloches

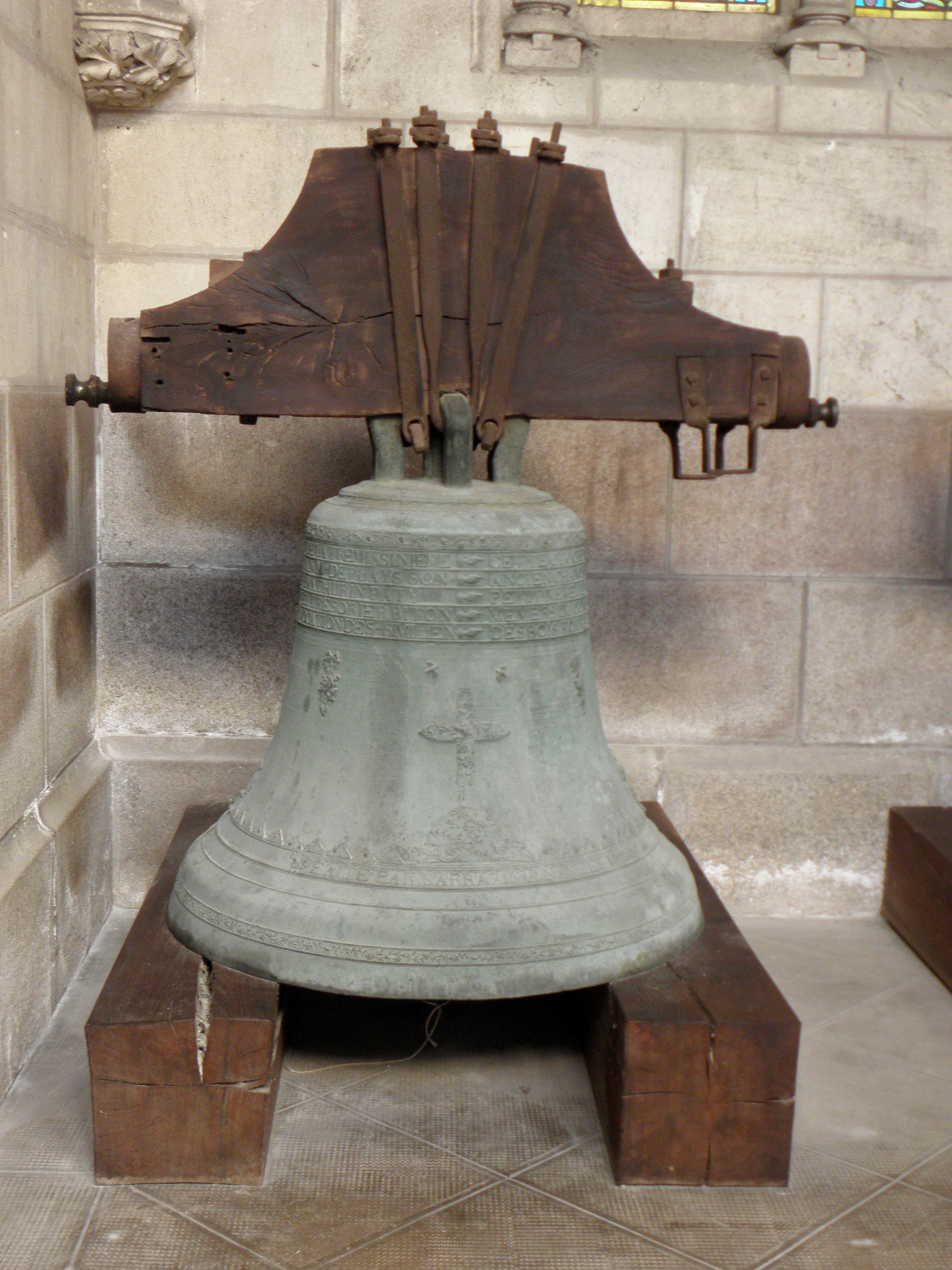
Cloche entreposée dans l'église.

Deux cloches jumelles provenant de l'ancienne église sont entreposées dans la nef, en l'absence de clocher pour les accueillir. L'une, fondue et bénite en 1819 sous l'invocation de Sainte Anne, pèse 1 200 kg. L'autre, Similien, pèse 800 kg).

#### Œuvres d'art
- L'Eucharistie et Saint Similien, 1965, deux bannières de processions peintes par Pierre Toulhoat
- Pièta
- Statue de saint Similien en bois
- Statue de saint Jean-Baptiste
- Crucifix en bois provenant de l'ancienne église
- Scène de la Crucifixion datant du XVIIe siècle